# تاريخ أثينا

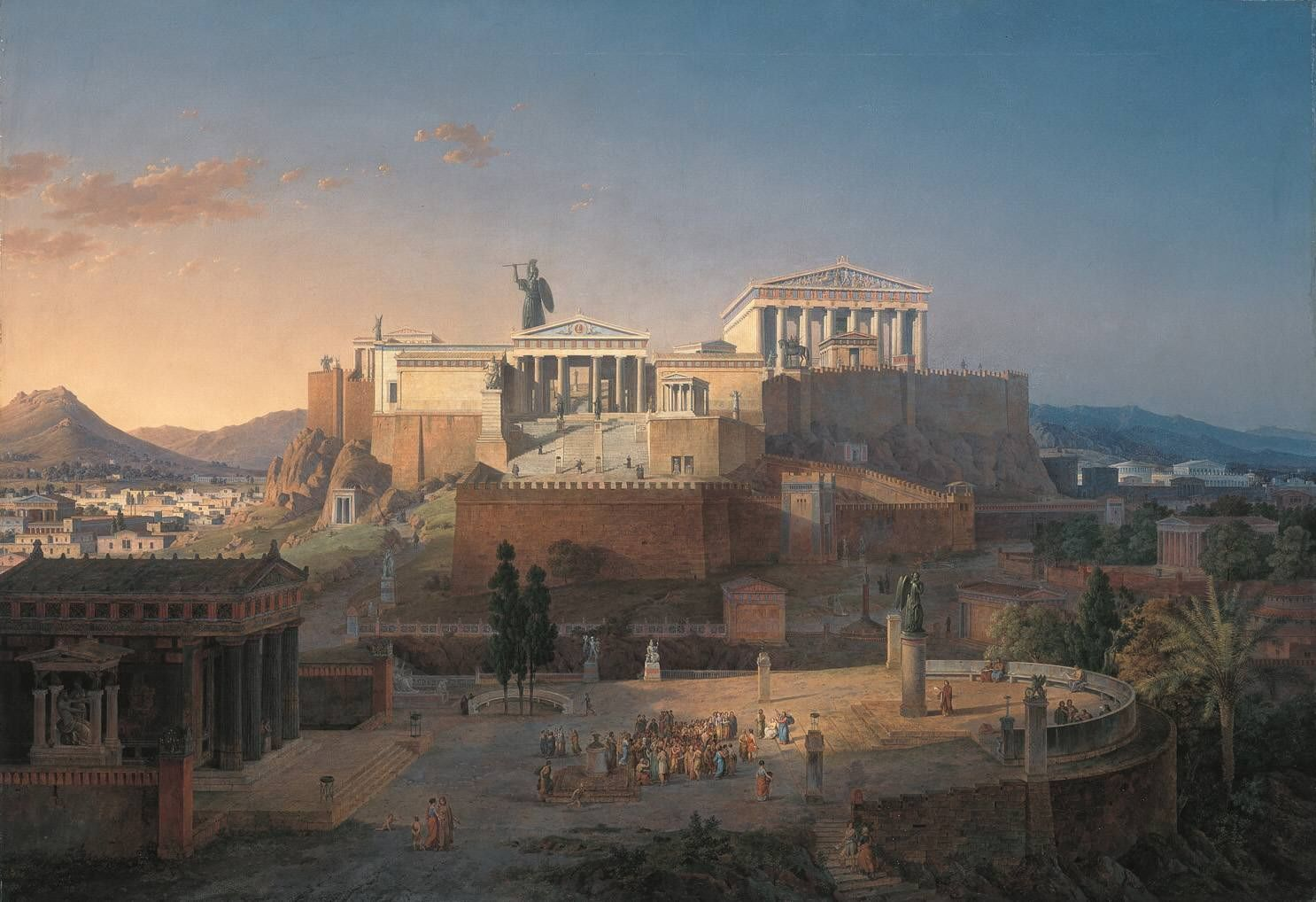
لوحة تصور إعادة بناء مثالية للأكروبوليس والاريوباغوس في أثينا بريشة ليو فون كلينزه (1846)

تُعتبر أثينا واحدة من أقدم المدن المأهولة بالسكان في العالم، حيث يعود تاريخها إلى ما يقارب 5000 عام. خلال الألفية الأولى قبل الميلاد، اكتسبت أثينا مكانة مرموقة كمدينة رائدة في اليونان القديمة، حيث ساهمت إنجازاتها الحضارية في القرن الخامس قبل الميلاد في وضع الأسس التي قامت عليها الحضارة الغربية الحديثة. تقع المدينة في جنوب قارة أوروبا، وتتميز بموقعها الاستراتيجي وتاريخها العريق.
شهدت أثينا فترة من التدهور خلال العصور الوسطى، ولكنها سرعان ما استعادت ازدهارها في ظل الإمبراطورية البيزنطية. استمر ازدهار المدينة نسبيًا خلال فترة الحملات الصليبية في القرنين الثاني عشر والثالث عشر، حيث استفادت بشكل كبير من التجارة مع المدن الإيطالية. ومع ذلك، شهدت أثينا فترة انحدار حاد في ظل الحكم العثماني، نتيجة للصراعات بين العثمانيين والقوى الأوروبية. في القرن التاسع عشر، استعادت أثينا مكانتها كعاصمة لدولة اليونان الحديثة.

## أصل الاسم
يرتبط اسم أثينا بالإلهة أثينا، ويُعتقد أن أصله يعود إلى لغات ما قبل اليونانية. تروي أسطورة التأسيس قصة الصراع الأسطوري بين بوسيدون وأثينا، والذي تم توثيقه من قبل هيرودوت، وأبولودورس الأثيني، وأوفيد، وفلوطرخس، وبوسانياس، وغيرهم. وقد تجسد هذا الصراع في منحوتات الجزء الشرقي من البارثينون.

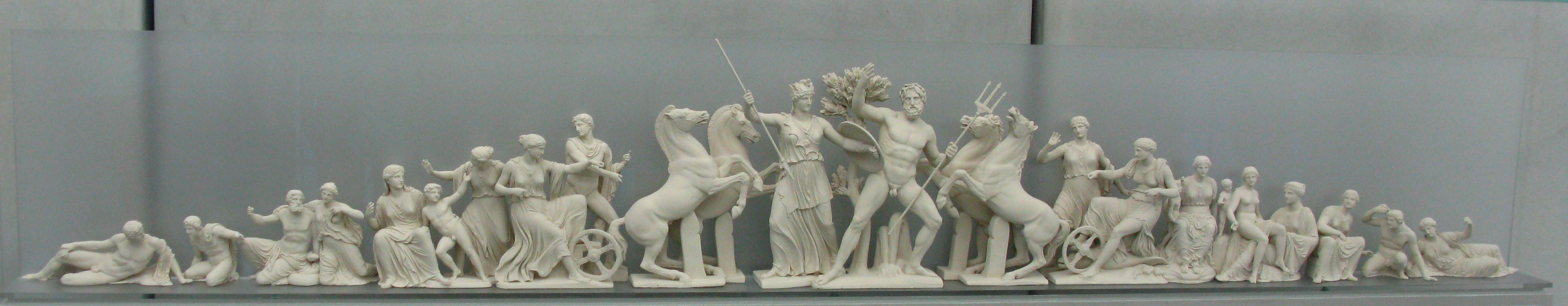
صراع أثينا وبوسيدون، الجناح الشرقي لـ بارثينون

تنافس كل من أثينا وبوسيدون على شرف تسمية المدينة بأسمائهم، فاشترطا أن يقدم كل منهما هدية للمدينة. ضرب بوسيدون الأرض برمحه ثلاثي الشعب، فانبثق نبع يمثل القوة البحرية. أما أثينا، فأنشأت شجرة زيتون ترمز إلى السلام والرخاء. اختار الأثينيون، بقيادة كيكروبس، شجرة الزيتون، وبناءً على ذلك، تم تسمية المدينة على اسم أثينا. (لاحقًا، تم تأسيس مدينة بيستوم الإيطالية الغربية باسم بوسيادينا حوالي عام 600 قبل الميلاد).
يُقال إن شجرة الزيتون المقدسة التي أنشأتها الآلهة ظلت قائمة في الأكروبوليس حتى زمن بوسانياس (القرن الثاني الميلادي). كان موقع الشجرة داخل معبد بجوار البارثينون. وفقًا لهيرودوت، احترقت الشجرة خلال الحروب الفارسية اليونانية، لكن فرعًا صغيرًا نما من جذعها. اعتبر الإغريق ذلك علامة على استمرار حماية أثينا للمدينة. في حوار كراتيلوس، يقترح أفلاطون أن أصل كلمة أثينا مرتبط بالعبارة اليونانية "ἁ θεονόα"، والتي تعني "عقل الإله".

## الموقع الجغرافي

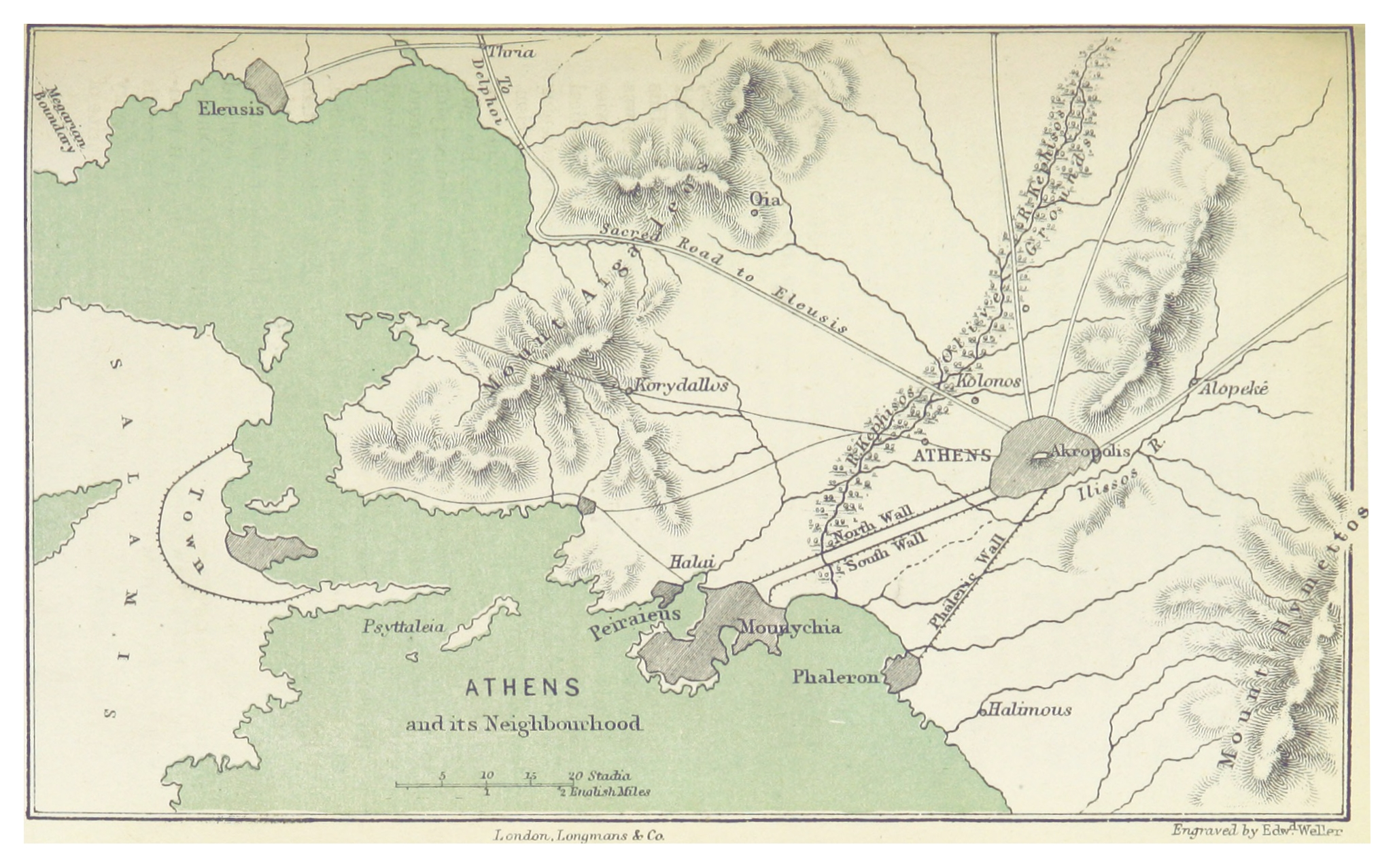
خريطة المناطق في أثينا القديمة

تشير الدلائل الأثرية إلى أن منطقة أثينا كانت مأهولة بالسكان منذ العصر الحجري الحديث. وربما تأسست مستوطنة صغيرة على مرتفع أكروبوليس أثينا (التل المرتفع) في نهاية الألفية الرابعة قبل الميلاد أو بعدها بقليل. يتميز الأكروبوليس بموقع استراتيجي محمي طبيعيًا يطل على السهول المحيطة. تقع المستوطنة في الداخل، على بعد حوالي 20 كيلومترًا من الخليج الساروني، في منتصف سهل كيفيسوس، وهي منطقة خصبة تحيط بها الأنهار. يحدها من الشرق جبل هيميتوس، ومن الشمال جبل بينديلي.
في الألفية الأولى قبل الميلاد، كانت أثينا القديمة تشغل منطقة صغيرة مقارنة بامتدادها الحالي في اليونان الحديثة. كانت المدينة القديمة المسورة تمتد لمسافة تقارب 2 كيلومتر (ميل واحد) من الشرق إلى الشمال، وأقل قليلاً من الشمال إلى الجنوب. وعلى الرغم من ذلك، شهدت المدينة في أوج ازدهارها نموًا مطردًا للضواحي خارج الأسوار. يقع الأكروبوليس في الجزء الشمالي من وسط هذه المنطقة الحضرية.
كانت الأغورا المركز الثقافي والاقتصادي للمدينة، وتقع على بعد حوالي 400 متر (1312 قدمًا) شمال الأكروبوليس، في منطقة موناستيراكي الحالية. أما هضبة بنيكس، حيث كان الأثينيون يجتمعون، فتقع في الطرف الغربي من المدينة. كان نهر اردانوس يتدفق عبر المدينة في الماضي.
يُعد معبد أثينا، المعروف اليوم باسم البارثينون، أحد أهم المواقع الدينية في أثينا القديمة، ويقع على هضبة الأكروبوليس، ولا تزال آثاره قائمة حتى اليوم. وهناك موقعان دينيان آخران ذوا أهمية، هما معبد هيفيستوس (الذي لا يزال محفوظًا بشكل جيد) ومعبد زيوس الأولمبي (الذي كان أكبر معبد في البر الرئيسي لليونان في فترة ما، ولكنه الآن في حالة خراب)، وكلاهما يقع داخل أسوار المدينة.

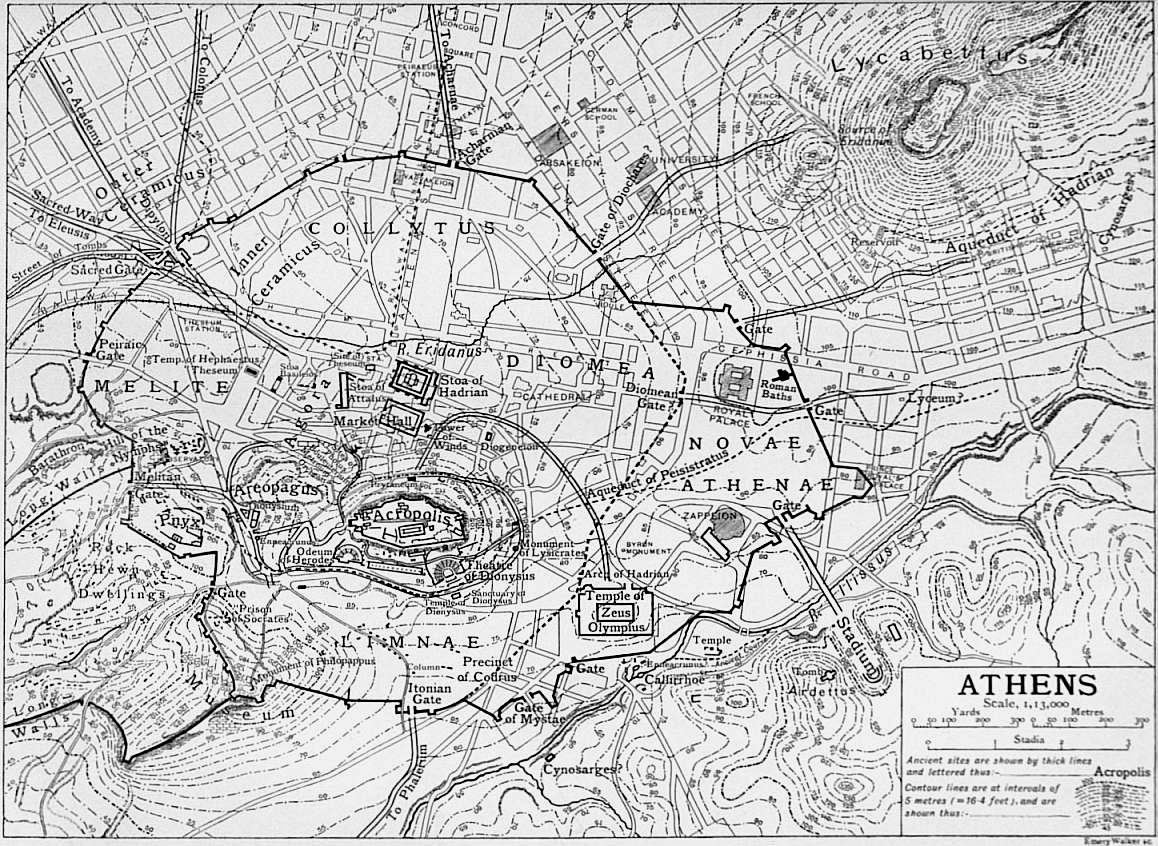
خريطة أثينا في عام 1911

وفقًا لثوقيديدس، كان عدد سكان أثينا في بداية الحرب البيلوبونيسية (القرن الخامس قبل الميلاد) حوالي 40,000 مواطن، ومع عائلاتهم، بلغ إجمالي السكان حوالي 140,000 نسمة. وكان عدد الميتك [الإنجليزية]، وهم الأجانب المقيمين الذين يدفعون ضرائب حوالي 70,000، بينما قُدر عدد العبيد بما يتراوح بين 150,000 و400,000. وهذا يعني أن حوالي عُشر السكان كانوا مواطنين ذكورًا بالغين لهم حق التصويت والاجتماع في الأغورا وتولي المناصب. وبعد انتصارات الإسكندر الأكبر في القرن الرابع قبل الميلاد، بدأ عدد السكان في التناقص تدريجيًا، حيث اندمج اليونانيون في الحضارة الهلنستية في الشرق.

## العصور القديمة

### الأصل والتاريخ الأول
كانت أثينا مأهولة بالسكان منذ العصر الحجري الحديث، ربما منذ الألفية الرابعة قبل الميلاد، أو مايقرب من 5.000 عام. في 1412 ق.م أصبحت المدينة مركزاً هاماً للحضارة الموكيانية والأكروبوليس كان مركزاً هاماً لقلعة هامة في موكناي والتي بقايها يمكن ملاحظتها في خصائص الحائط ذا نمط البناء السيكلوبي [الإنجليزية]. على هضبة الأكروبوليس، تحت ما يسمى ارخثيون، يظهر القطع الحادث في الحجارة موضع القصر الموكياني. بين 1250 و 1200 ق.م، تم بناء درج أسفل شق في الصخر لتغذية احتياجات المستوطنة الموكيانية، للوصول إلى إمدادات المياه ولتكون محمية تماماً من غارات الأعداء، وذلك على غرار ما تم صنعه في موكناي.
على عكس أي مدينة موكيانية أخرى مثل موكناي وبيلوس (أنظر انهيار العصر البرونزي)، لا يبدو أن أثينا تعرضت للتدمير في 1200 ق.م، وهو حدث يُنسب تقليدياً لغزو دوريون على الرغم من أنه الآن يُعزي إلي انهيار الأنظمة في أواخر العصر البرونزي، حيث أن الأثينيون حافظوا دائماً على أصولهم الإيونية مع عدم وجود أي عناصر دوريونية. ومع ذلك، أثينا، مثل العديد من مستوطنات العصر البرونزي الأخرى، حدث لها تدهور اقتصادي لما يقرب من 150 عام.
مدافن العصر الحديدي، في كيراميكوس ومناطق أخرى، تكون غالباً غنية بالإثباتات التي تخبرنا أن أثينا من 900 ق.م كانت المركز التجاري والحضاري في المنطقة، كما هو الحال في ليفكاندي [الإنجليزية] في وابية، وفي كنوسوس في كريت. ربما ساعد في ذلك الموقع في المنتصف في منطقة اليونان، مكانها الأمن في الأكروبوليس ووصولها إلي البحر، والذي أعطاها تقدم طبيعي على منافسيها الغير واصلين بالبحر مثل ثيفا وأسبرطة.
طبقاً للأسطورة، كان الملوك يحكمون أثينا في ما سبق (أنظر: قائمة ملوك أثينا [الإنجليزية])، حيث بقي هذا الوضع إلى القرن التاسع قبل الميلاد. في القرون التالية، يُعتقد أن الملوك عملوا بنظام أرستقراطي حاكم للأرض يُعرف بأسم Eupatridae (حكم الولادة)، حيث يلتقي مسؤولي حكومة المجلس على هضبة آريز، وتُسمي اريوباغوس وفيها يتم تعيين مسؤولي المدينة الأساسيين، الأركون والبولمارش والتي تعني القائد الأعلى.
قبل ظهور مبدأ الدولة السياسية، سيطرت على المنطقة أربعة قبائل مستندة على العلاقات العائلية. كان لدي الأعضاء عدة حقوق، امتيازات والتزامات:
- حقوق دينية مشتركة.
- مكان دفن مشترك.
- الحقوق المتبادلة في الخلافة لممتلكات العضو المتوفى.
- الالتزامات المتبادلة للمساعدة والدفاع والتعويض عن وقوع الإصابات.
- الحق في التزاوج من الغينز في حالات بنات اليتيم والوريثات.
- امتلاك الملكية المشتركة، الأركون، والكنوز.
- الحد من النسب إلى خط الذكور.
- الالتزام بعدم الزواج في الغينز إلا في حالات محددة.
- الحق في ضم الغرباء إلي الغينز.
- الحق في انتخاب وإقالة أركونها.

في خلال هذه الفترة نجحت أثينا في ضم مُدن أتيكا تحت حكمها، عملية السينوزم -الجمع معاً في وطن واحد- أنشئت أغني وأكبر دولة في داخل اليونان، ولكنها خلقت أيضا فئة أكبر من الناس المستبعدين من الحياة السياسية من قبل طبقة النبلاء. وفي القرن السابع قبل الميلاد، أصبحت الاضطرابات الاجتماعية واسعة الانتشار، وتم تعيين دراكو من قِبل الأريوباغوس لكي يُنشي قانوناً (ومن اسم دراكو تأتي الصفة «دراكوني» والتي تُطلق على القوانين والقواعد الصارمة). حينما فشل هذا، عينوا سولون مع ولاية لإنشاء دستور جديد (في 594 ق.م).

### الإصلاحات والديمقراطية
| دراخما من أثينا، 545-510 ق.م                                               | دراخما من أثينا، 545-510 ق.م     |
| -------------------------------------------------------------------------- | -------------------------------- |
|                                                                            |                                  |
| الخلف: مربع إنكوس، مقسوم قطرياً                                             | الأمام: عجلة رباعية مزودة باسلاك |
| دراخما فضية من أثينا من نوع شعارات النبالة من عصر بيسيستراتوس، 545-510 ق.م |                                  |

| أوبل من أثينا، 545-525 ق.م                                              | أوبل من أثينا، 545-525 ق.م |
| ----------------------------------------------------------------------- | -------------------------- |
|                                                                         |                            |
| الخلف:مربع إنكوس                                                        | الأمام: جورجونيون          |
| أوبل فضية من عصر شعارات النبالة، طُبعت في عصر بيسيستراتوس من 545-525 ق.م |                            |

الإصلاحات التي قام بها سولون تعاملت مع الجانب الاقتصادي والسياسي. القوة الاقتصادية للنبلاء (Eupatridae) تم تقليلها عن طريق منع تعبيد المواطنين الأثينيون الواقعون في الدين (عبودية الدين)، وذلك عن طريق إجراء الإصلاحات الزراعية لملكية الأرض [الإنجليزية] وتحرير التجارة والتبادل التجاري، مما سمح بنشوء الطبقة التجارية الحضرية المزدهرة. سياسياً، قسم سولون الإثينين إلى أربعة طبقات، وذلك بالاعتماد علي غناهم مادياً وقدرتهم على ارتداء اللباس العسكري. الطبقة الأفقر ثيتاى (باليونانية:Θήται) والتي شكلت في وقتها أغلب السكان، تحصلوا على حقوق سياسية لأول مرة حيث كانوا قادرين على التصويت في الاكيلازيا أو المُجمع. لكن الطبقات العليا فقط يمكنها الوصول لـ المكتب السياسي. الـ اريوباغوس ظل موجوداً لكن تم تقليل سلطته.
النظام الجديد وضع الأسس لـ الديمقراطية الأثينية، لكنه على المدى القصير فشل في إخماد الصراع الطبقي، وبعد عشرين سنة من الاضطراب تقلد الحزب الشعبي المقاد بواسطة بيسيستراتوس ابن عم سولون السلطة وذلك في 541 ق.م. في الغالب يُطلق علي بيسيستراتوس لقب طاغية، لكنها حُرفت من الكلمة tyrannos والتي لاتعني الحاكم القاسي والمستبد، لكن تعني مجرد شخص استولى على السلطة بالقوة. في الحقيقة كان بيسيستراتوس حاكم محبوب جداً، حيث جعل من أثينا مدينة غنية وقوية ومركزاً للحضارة، وأرسي التفوق البحري الأثيني في بحر إيجة وما بعده، وحافظ على الدستور السلوني (نسبة إلى سولون)، لكنه حرص على أن تتقلد عائلته جميع المناصب في الدولة.

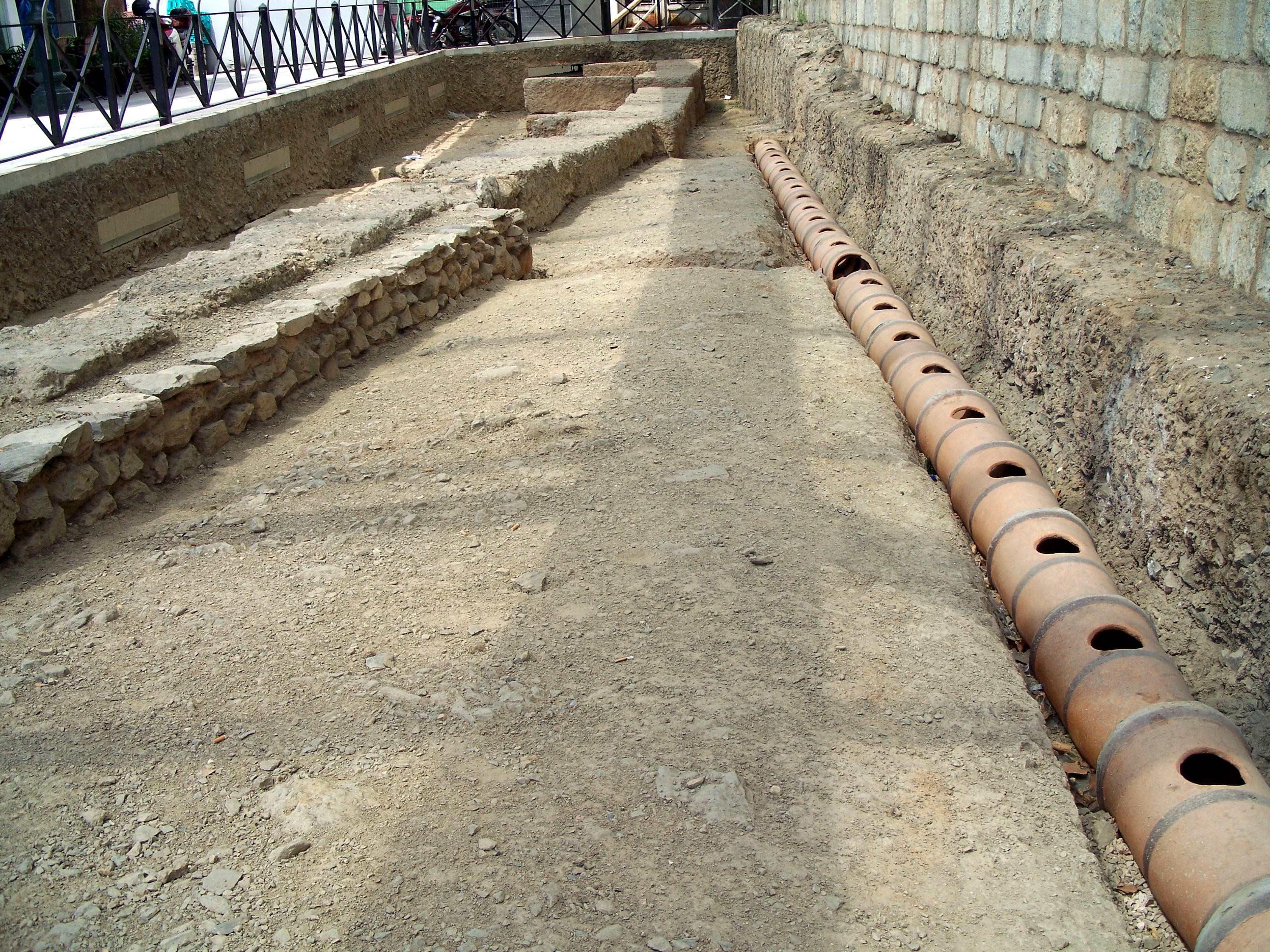
جزء من القناطر المبنية بواسطة بيسيستراتوس، تم إستخراجها في خلال بناء مترو أثينا في ميدان سنتغما.

قام ببناء أول قناطر بشكل أنفاق تحت الأرض. حيث كانت مصادرها في الغالب من منحدرات جبال هيميتوس ونهر إليسوس. زودت القناطر مباني أخرى منها منزل النافورة في الزاوية الجنوبية الشرقية من الأغورا، لكن كان لديها عدد من الفروع الأخري. في القرن الرابع قبل الميلاد تم استبدالها بنظام أنابيب فخارية في قنوات تحت أرضية مبنية بالحجارة، يُطلق عليها في بعض الأحيان قناطر هيميتوس، أجزاء متعددة لديها ثقوب بيضاوية أو دائرية أو مربعة بحجم 10 سـم × 10 سـم (4 بوصة × 4 بوصة).
يمكن مشاهدة قطاعات الأنابيب هذه في محطة مترو ايفانجليسموس ومجموعة محطة مترو سينتاجما الأثرية.

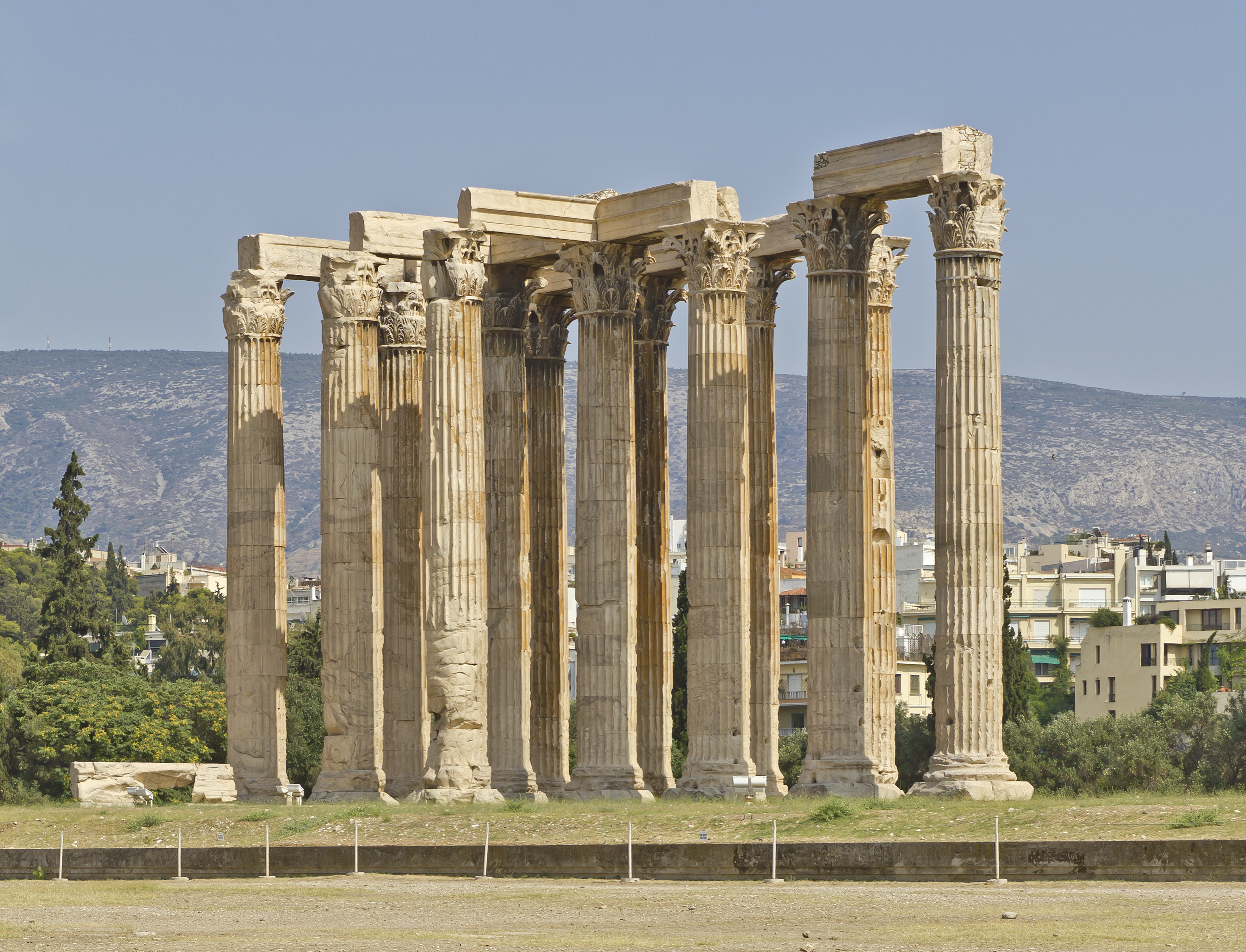
أطلال معبد زيوس الأولمبي، كما تصوره أبناء بيسيستراتوس

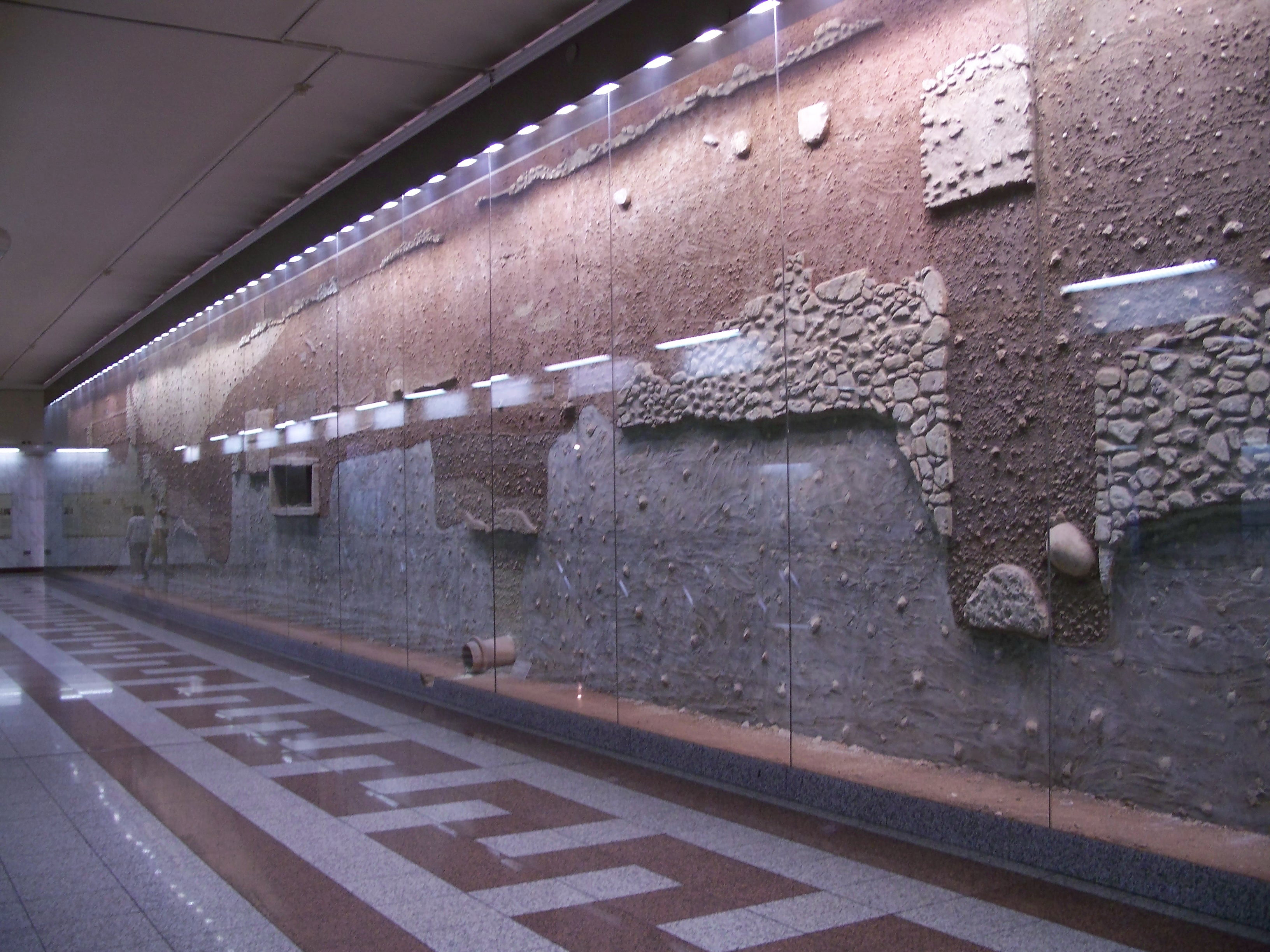
الطبقات الأرضية القديمة في أثينا، معروض في محطة مترو مجموعة سينتاجما الأثرية

توفي بيسيستراتوس في 528 ق.م وورث الحكم عنه إبنه هيبياس الأثيني وهيبارخوس (ابن بيسيستراتوس). حيث تبين أنهم لا يعرفون عن الحكم شيئاً، وفي 514 ق.م تم اغتيال هيبارخوس في نزاع خاص مع إحدي الشباب (أنظر هاروموديس و أرستوجياتين). دفع هذا الأمر هيبياس إلي الدكتاتورية، والتي أثبتت عدم شعبيتها. وتم الإطاحة به في 510 ق.م، ومن ثم استولى على السلطة سياسي راديكالي ذا خلفية ارستقراطية يُسمي كليسثنيس، وكان هو من أسس الديمقراطية في أثينا.
استبدلت إصلاحات كليسثنيس القبائل الأربعة التقليدية (فيلي) بعشرة قبائل جديدة، سميت بأسماء الأبطال الأسطوريين وليس لها أساس طبقي، كانوا في الواقع ناخبين. كل «قبيلة» كانت تنقسم بدورها إلى ثلاثة «ترتيس» وكل ترتيس [الإنجليزية] لديها واحدة أو أكثر من ديمي، والتي أصبحت أساس الحكم المحلي. انتخبت القبائل كل خمسين عضوا في بويل (مجلس الشيوخ)، وهو المجلس الذي حكم أثينا على أساس يومي. كان المجمع مفتوح أمام جميع المواطنين وهي هيئة تشريعية ومحكمة عليا للقضايا، باستثناء قضايا القتل والشؤون الدينية، التي أصبحت الوظائف الوحيدة الباقية في الأريوباغوس.
تمتلئ معظم المكاتب العامة بنظام القرعة، وعلى الرغم من انتخاب عشرة إستراتيجوس (جنرالات). ظل هذا النظام مستقراً بشكل مدهش، وبقليل من الانقطاعات الوجيزة، بقي في مكانه لمدة 170 عامًا، وذلك حتى هزم فيليب الثاني المقدوني أثينا وطيبة في معركة خيرونيا عام 338 ق.م.

### أثينا الكلاسيكية

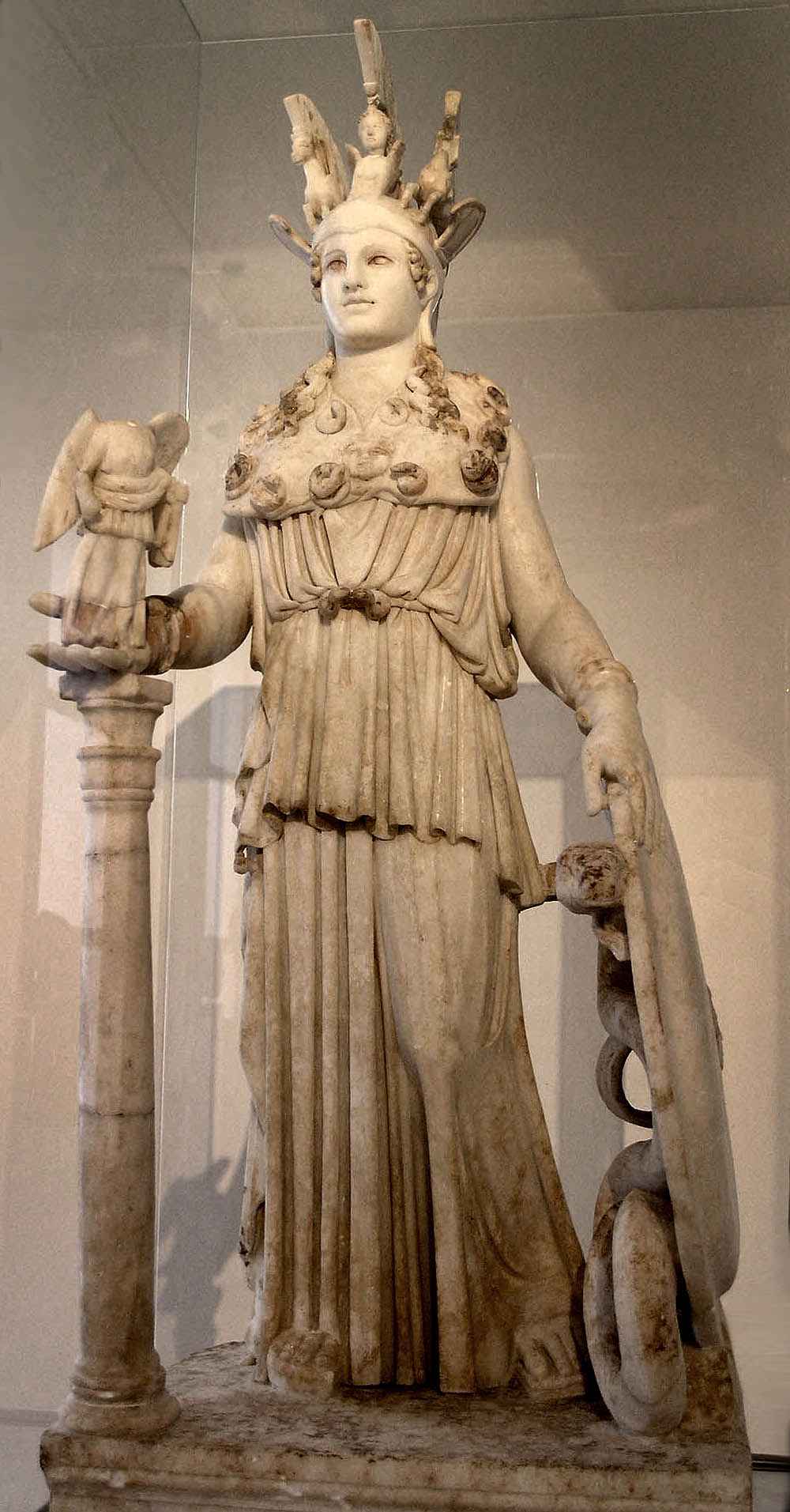
تمثال روماني لأثينا، نسخة من نصب فيدياس، التي أنشئت لـ البارثينون في 447 ق.م، متحف الآثار الوطني أثينا

#### تاريخ أثينا الحربي القديم والفترة الفارسية
قبل صعود أثينا، اعتبرت أسبرطة نفسها القائدة في اليونان، أو المهيمنة عليه. في 499 ق.م أرسلت أثينا جنوداً لمساعدة الأيونيون في الأناضول، والذين كانوا يثورون ضد الإمبراطورية الفارسية (الثورة الإيونية). هذا الاستفزاز كان سبباً في الحملتين العسكريتين على اليونان من قبل الإمبراطورية الفارسية (أنظر الحروب الفارسية اليونانية). في 490 ق.م، تحت قيادة الجندي ورجل الدولة ملتيادس، هزم الأثينيون أول غزو للفرس تحت قيادة دارا الأول وذلك في معركة ماراثون.

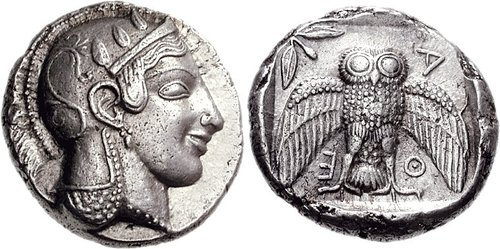
ديكتراترخيم من أثينا 467–465 ق.م: رأس أثينا وهي ترتدي خوذة عالية متوجة.
الخلف: البومة واقفة، ΑΘΕ (ΑΘΗΝΑΙΩΝ – الأثينيون). صكة تذكارية، تمثل الهيمنة العسكرية الأثينية.

في 480 ق.م، رجع الفارسيين تحت قيادة ابن دارا الأول «خشايارشا». عندما هُزمت القوة اليونانية الصغيرة التي تدافع عن الممر في ترموبيل، قام الأثينيون بإجلاء أثينا ومن ثم أخذها الفرس. تمت السيطرة على أثينا وتم نهبها مرتين بواسطة الفرس وذلك بعد معركة ترموبيل بعام واحد. بعد ذلك، الأثينيون بقيادة ثيميستوكليس، مع حلفائهم، هاجموا البحرية الفارسية الأكبر في البحر في معركة سالاميس. تم هزيمة وتوجيه السفن الفارسية لمسار آخر. أحدث هذا نقطة تحول كبيرة في الحرب.
في 479 ق.م، هزم الأثينيون والأسبرطيون، مع حلفائهم، الجيش الفارسي في معركة بلاتيا. ومع ذلك، كانت أثينا هي التي أكملت الحرب إلى آسيا الصغرى. مكنت هذه الانتصارات من إحضار معظم بحر إيجة وأجزاء أخرى من اليونان معاً في الحلف الديلي، وهو تحالف يسيطر عليه الأثينيون.

#### الفنانون والفلاسفة

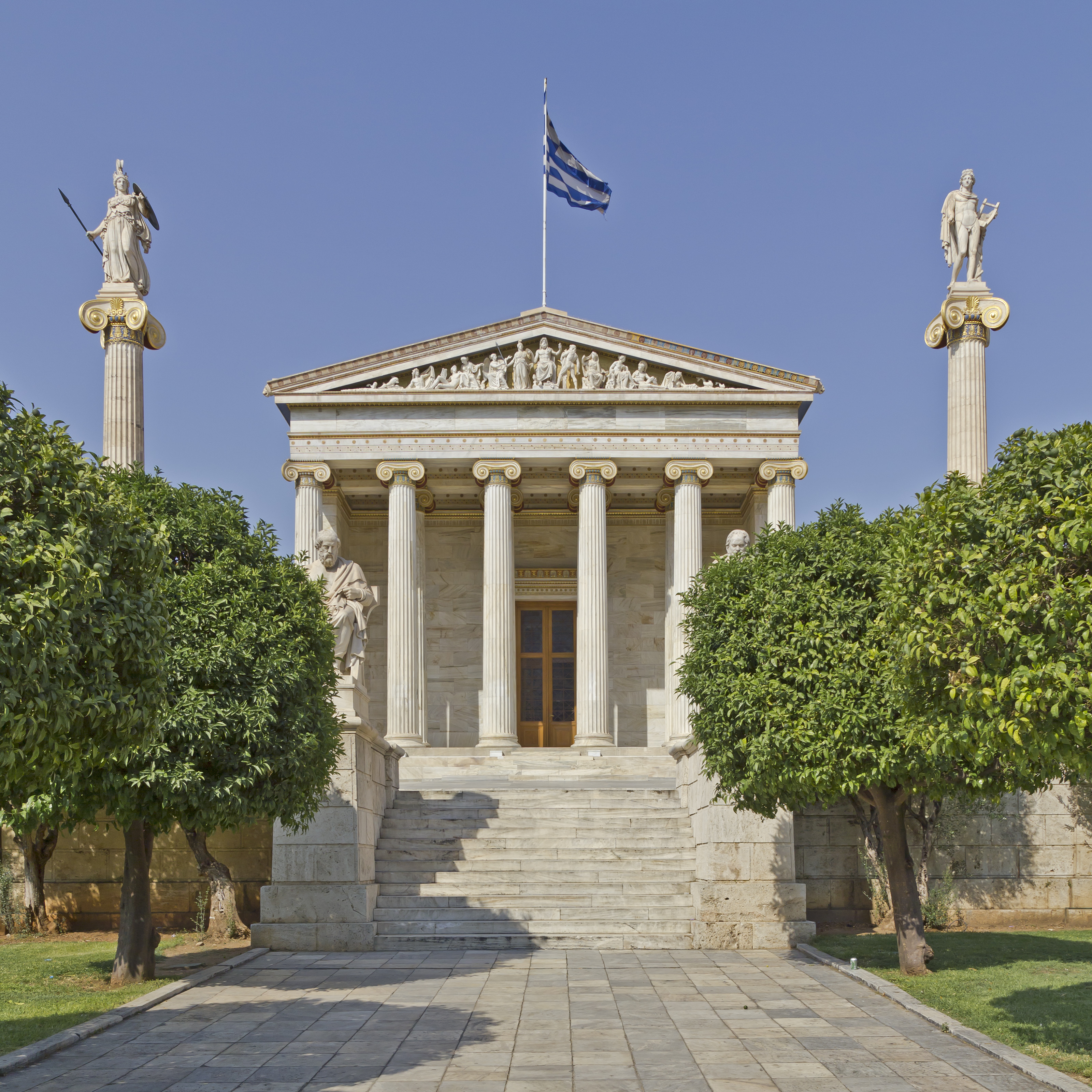
أكاديمية أثينا الحديثة (Academy of Athens (modern))، مع أبولو وأثينا على أعمدتهم، وسقراط وأفلاطون جالسين في الأمام.

شكلت الفترة من نهاية الحروب الفارسية اليونانية إلى فترة مقدونيا القديمة أوج أثينا كمركز للأدب والفلسفة (الفلسفة اليونانية)، والفنون (المسرح اليوناني). في أثينا في هذا الوقت، كان الهجاء السياسي للكوميديا اليونانية في المسارح له تأثير ملحوظ على الرأي العام.
عاش بعض من أهم الشخصيات في التاريخ الثقافي والفكري الغربي في أثينا خلال هذه الفترة: المسرحيين أمثال إسخيلوس، أريستوفان، يوربيديس وسوفوكليس، الأطباء أمثال أبقراط، الفلاسفة أمثال أرسطو، أفلاطون وسقراط، المؤرخين أمثال هيرودوت، ثوسيديديس وزينوفون، الشعراء أمثال سيمونيدس، النحاتين أمثال فيدياس، كان رجل الدولة البارز في هذه الفترة هو بريكليس، والذي استخدم الجزية التي دفعها أعضاء الحلف الديلي لبناء البارثينون وغيرها من الآثار العظيمة في أثينا الكلاسيكية. أصبحت المدينة، بكلمات بريكليس، «مدرسة هيلاس [اليونان]».

#### الحرب البيلوبونيسية
أدي الاستياء الذي شعرت به مدن أخرى في هيمنة أثينا إلى الحرب البيلوبونيسية التي بدأت في عام 431 ق.م، وحرضت أثينا وامبراطوريتها الخارجية المتمردة بشكل متزايد ضد تحالف من الدول البرية التي تقوده أسبرطة. انتهى الصراع بانتصار أسبرطه ونهاية سلطة البحر الأثينية .

#### الإنقلاب الأثيني في عام 411 ق.م

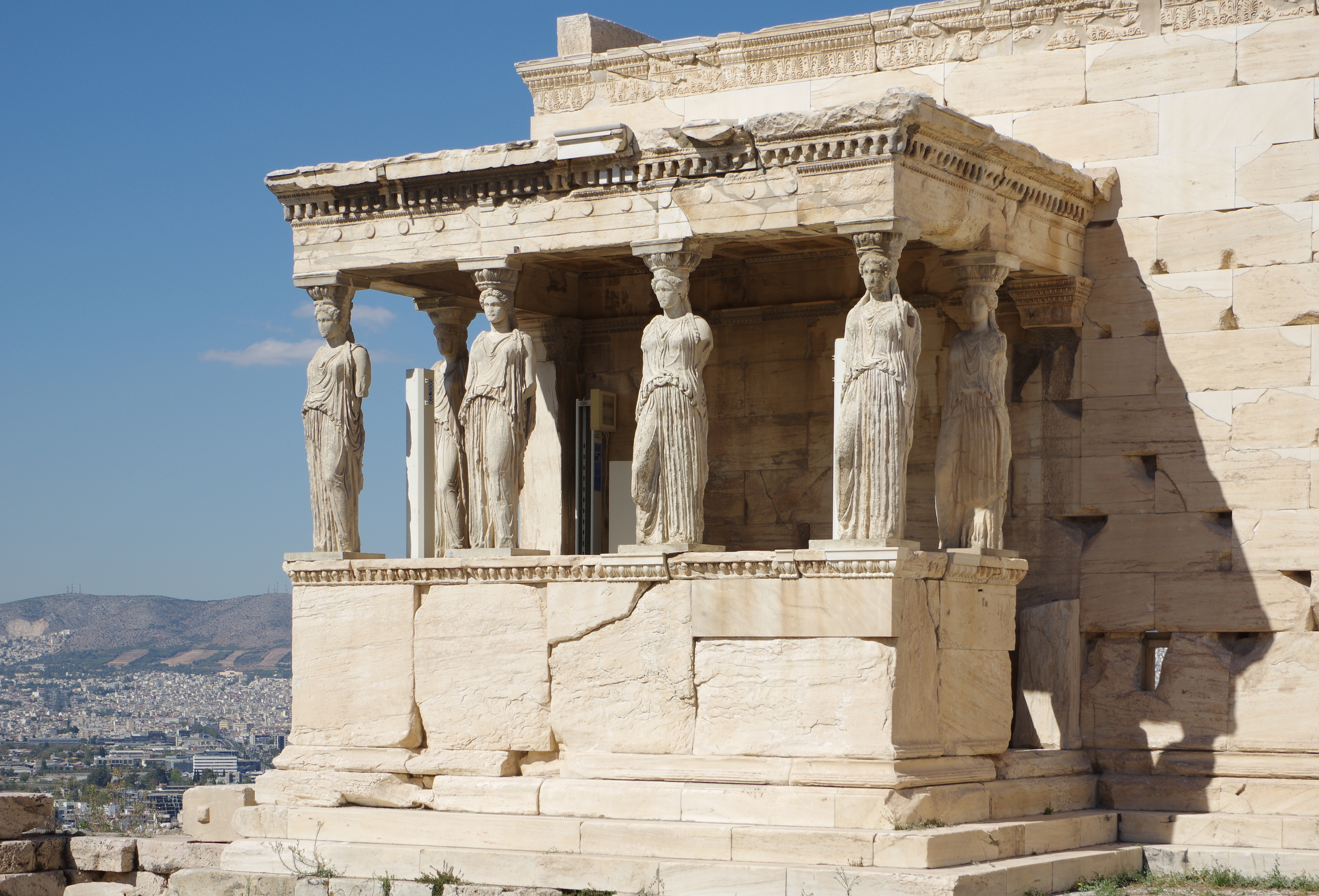
تماثيل عذراى كارواي في معبد ارخثيون، بُنيت في 421-406 ق.م على تلة الأكروبوليس.

بسبب سوء تعاملها مع الحرب، أطيح بالديموقراطية في أثينا لفترة وجيزة في انقلاب عام 411 ق.م. ومع ذلك، سرعان ما تم استعادتها. انتهت الحرب البيلوبونيسية في 404 ق.م مع الهزيمة الكاملة لأثينا. ألقي باللوم على معظم الخسائر في الحرب على السياسيين الديمقراطيين مثل كليون و كليفون [الإنجليزية]، وكان هناك ردة فعل وجيزة ضد الديمقراطية، بمساعدة من الجيش الإسبرطي (حكم الطغاة الثلاثون). في عام 403 ق.م، وتم استعادة الديمقراطية من قبل ثراسيبولوس [الإنجليزية] وأعلن العفو العام.

### الحرب الكورنثية والرابطة الأثينية الثانية
سرعان ما تحول حلفاء أسبرطة السابقين ضدها، بسبب سياستها الإمبريالية، وسرعان ما أصبح أعداء أثينا السابقان ثيفا وكورنث حلفاء لها. حاربوا مع أثينا وآرغوس ضد أسبرطه في الحرب الكورنثية الغير حاسمة (395 - 387 ق.م). مكنت معارضة أسبرطة أثينا من تأسيس الرابطة الأثينية الثانية.
وأخيراً هزمت ثيفا أسبرطة في 371 ق.م في معركة ليوكترا. لكن المدن اليونانية (بما في ذلك أثينا وأسبرطة) انقلبت ضد ثيفا، التي توقفت هيمنتها في معركة مانتينيا (362 ق.م) [الإنجليزية] مع وفاة زعيمها العبقري العسكري إبامينونداس.

### أثينا تحت حكم مقدونيا
ومع ذلك، بحلول منتصف القرن الرابع قبل الميلاد، أصبحت مملكة مقدونيا اليونانية الشمالية مهيمنة في الشؤون الأثينية، على الرغم من تحذيرات آخر رجل دولة كبير في أثينا المستقلة، ديموستيني. في عام 338 ق.م، هزمت جيوش فيليب الثاني المقدوني تحالفًا من بعض دول المدن اليونانية بما في ذلك أثينا وثيفا في معركة خيرونيا، التي أنهت فعليًا الاستقلال الأثيني. في وقت لاحق، اتسعت فتوحات ابنه الإسكندر الأكبر في الآفاق اليونانية وجعلت الدولة المدينة اليونانية التقليدية فكرة عفا عليها الزمن. علي الرغم من ذلك، بقيت أثينا مدينة ثرية ذات حياة ثقافية رائعة، لكنها لم تعد قوة رائدة.

### أثينا الرومانية

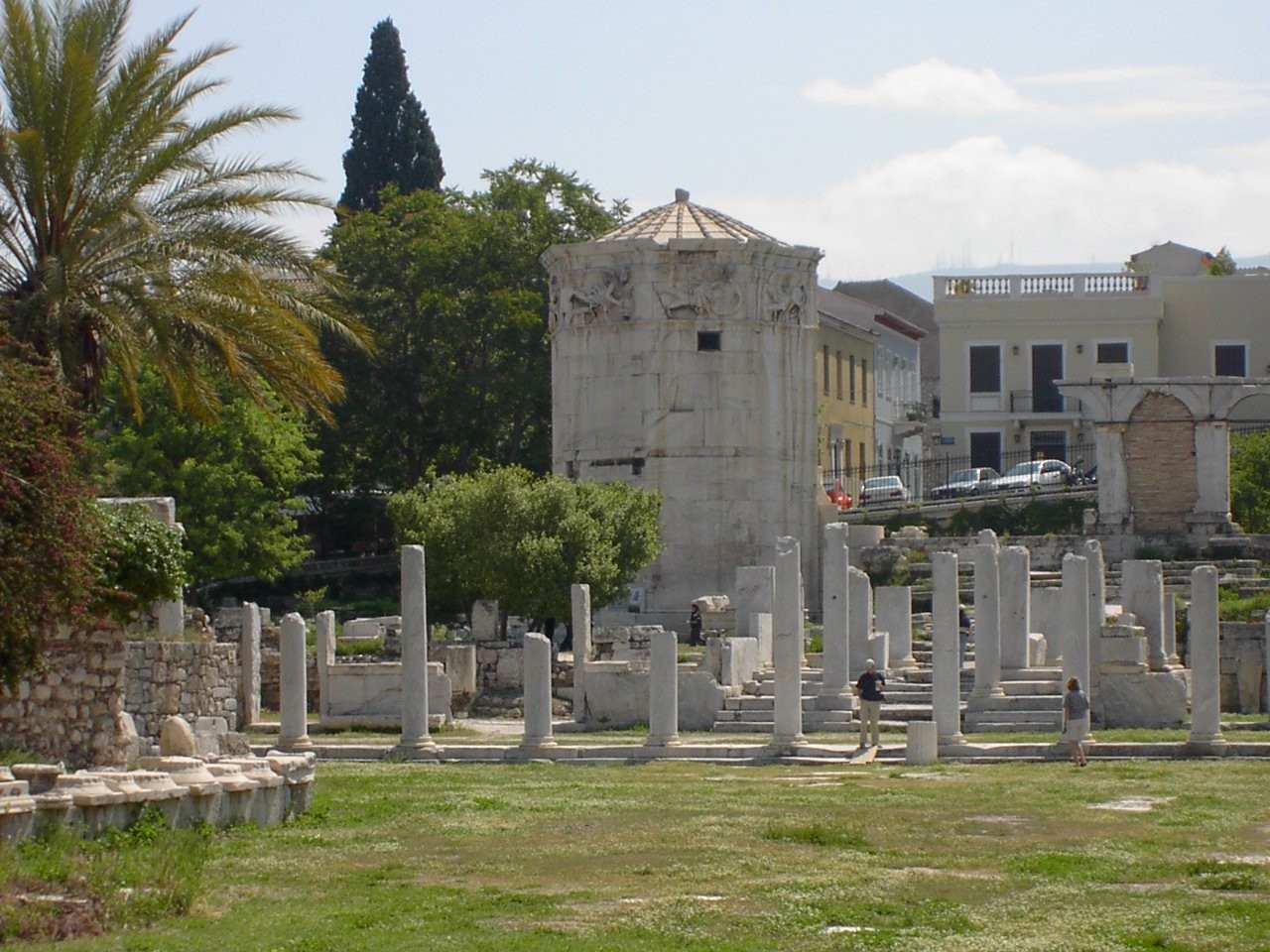
بقايا الأغورا اليونانية، المركز التجاري الثاني في أثينا القديمة.

في 88-85 ق.م، تم تسوية معظم المباني الأثينية، سواء كانت المنازل والتحصينات بالأرض، من قبل الجنرال الروماني سولا (138 ق.م - 78 ق.م)، على الرغم من أن العديد من المباني المدنية والمعالم الأثرية بقيت سليمة. تحت حكم روما، أعطيت أثينا مكانة مدينة حرة بسبب مدارسها المحببة على نطاق واسع. بنى الإمبراطور الروماني هادريان، في القرن الثاني الميلادي، مكتبة، صالة للألعاب الرياضية ، قناة مائية التي لا تزال قيد الاستخدام في العديد من المعابد والملاذات، وجسر وقام بالانتهاء من معبد زيوس الأولمبي.

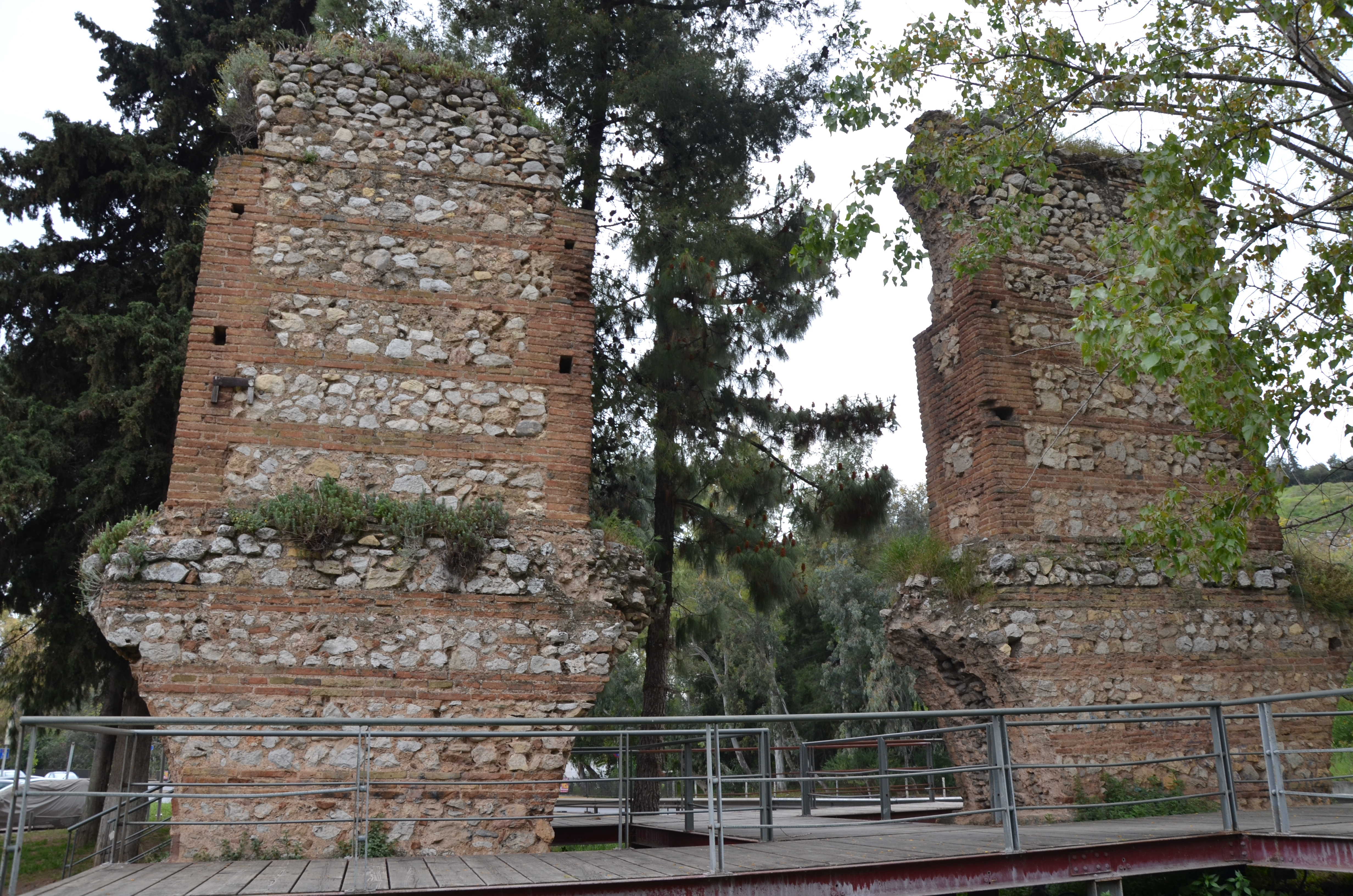
جسر قناة هادريان في نيا إيونيا

تم نهب المدينة من قبل الهيروليون في عام 267 م، مما أدى إلى حرق جميع المباني العامة، ونهب المدينة السفلية وإلحاق الضرر بـ الأغورا والأكروبوليس. بعد ذلك، تمت إعادة تشكيل المدينة إلى الشمال من الأكروبوليس على نطاق أصغر، مع بقاء الأغورا خارج الجدران. بقيت أثينا مركزًا للتعلم والفلسفة خلال 500 عام من الحكم الروماني، برعاية الأباطرة مثل نيرون وهادريان.
ومع ذلك، فإن نهب المدينة من قبل الهيروليون في 267 وألاريك الأول في 396، وجه ضربة قوية لبناء المدينة وثرواتها، وأثينا من الآن فصاعداً اقتصرت على منطقة محصنة صغيرة إحتضنت جزءا من المدينة القديمة. ظلت المدينة مركزًا هامًا للتعلم، خاصةً في الأفلاطونية الحديثة، مع تلاميذ ملحوظين من بينهم غريغوريوس النزينزي، وباسيليوس قيصرية والإمبراطور يوليان، وبالتالي مركزًا للوثنية. حيث لا تظهر العناصر المسيحية في السجل الأثري حتى أوائل القرن الخامس. قام الإمبراطور جستينيان الأول بإغلاق المدارس الفلسفية في المدينة في عام 529، وهو الحدث الذي كان تأثيره على المدينة محل جدل كبير، ولكن عادة ما يتم اعتبارها نهاية التاريخ القديم لأثينا.

## العصور الوسطي

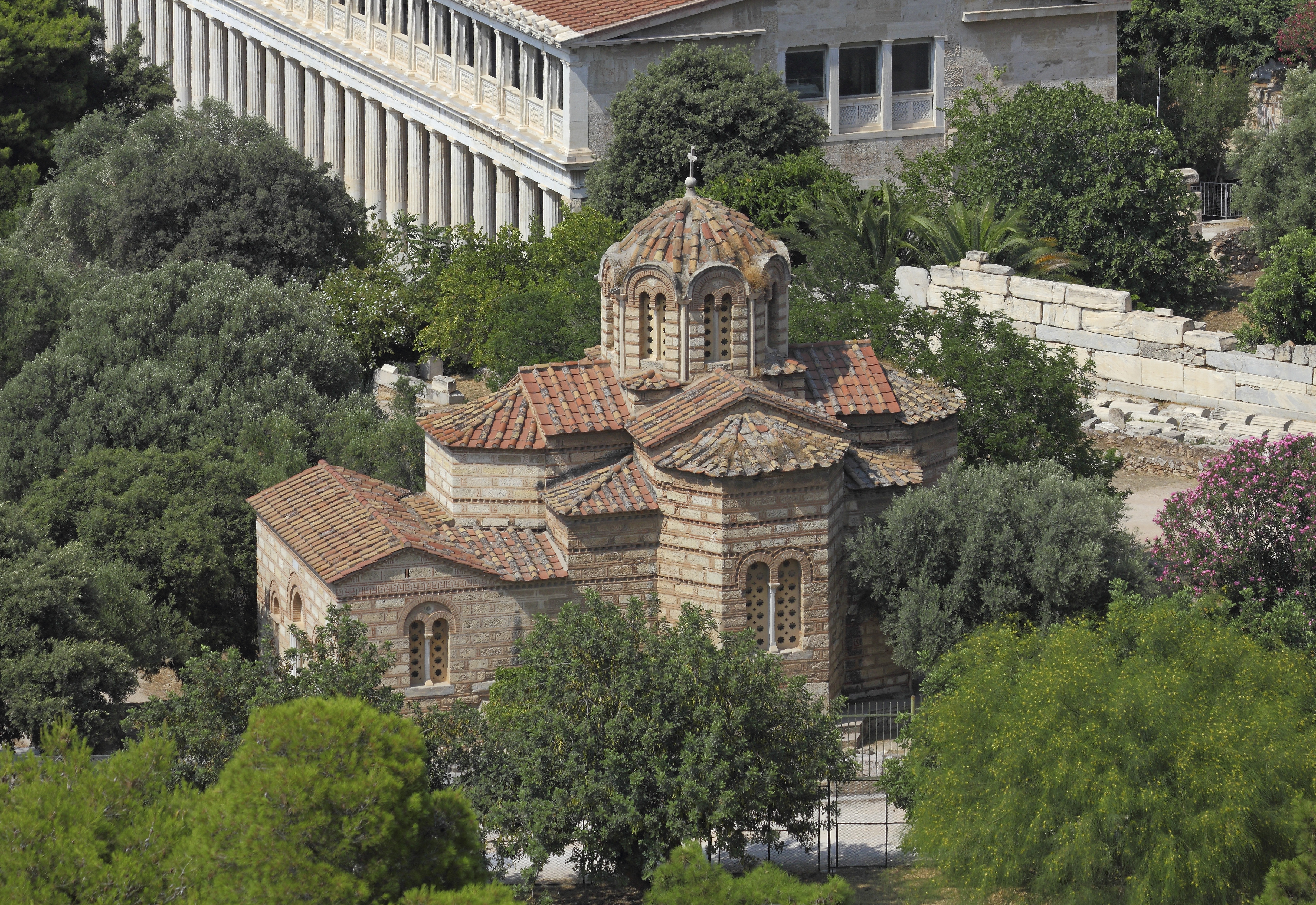
كنيسة الرسل المقدسة البزينطية (Church of the Holy Apostles, Athens) بجانب رواق أتالوس.

### أثينا البيزنطية
منذ فترة مبكرة جدا من الفترة الإمبراطورية، تحرك مركز الإمبراطورية الرومانية نحو النصف الشرقي من حوض البحر الأبيض المتوسط، وتسارع هذا الأمر في القرن الثالث الميلادي. أصبحت الإمبراطورية مسيحية، وتراجع استخدام اللاتينية لصالح الاستخدام الحصري للغة اليونانية ولكن استخدمت كلتا اللغتين في الفترة الرومانية المبكرة. عُرفت الإمبراطورية بعد هذا التحول بـبالإمبراطورية البيزنطية بسبب تركيزها على العاصمة الإمبراطورية في القسطنطينية (قديماً «بيزنطة»). التقسيم مفيد تاريخيا، لكنه مضلل، مع وجود سلسلة من الأباطرة المتصلين حتى القرن الثالث عشر، ويُعرف جميع المواطنين أنفسهم على أنهم رومانيون بالكامل («رويماري - البيزنطيين اليونانيين»). ترك تحول الإمبراطورية من الوثنية إلى المسيحية أثرًا كبيرًا على أثينا، وأدى إلى انخفاض احترام المدينة. حيث تم تحويل الآثار القديمة مثل بارثينون وارخثيون ومعبد هيفيستوس إلى كنائس. وذلك عندما أصبحت الإمبراطورية معادية للوثنية بشكل كبير، أصبحت أثينا مدينة إقليمية وعانت من تذبذب الثروات. نقل الأباطرة العديد من أعمالها الفنية إلى القسطنطينية. وتم نهب أثينا من قبل السلافيين في عام 582، لكنها بقيت في أيدي الإمبراطورية بعد ذلك، كما أبرزتها زيارة الإمبراطور قسطنطين الثاني في 662/3 وتم إدراجها في ثيمة هيلاس. تعرضت المدينة للتهديد من غارات الساراكينوس في القرنين الثامن والتاسع. في عام 896، تمت مداهمة أثينا وربما تم احتلالها لفترة قصيرة، وهو ما ترك بعض البقايا الأثرية وعناصر من الزخارف العربية في المباني المعاصرة، يوجد هناك أيضاً دليل على وجود مسجد في المدينة في ذلك الوقت. في الخلاف الكبير حول حرب الأيقونات البيزنطية، يُعتقد أن أثينا قد دعمت موقف الأيقونية [الإنجليزية]، ويرجع ذلك بشكل رئيسي إلى الدور الذي لعبته الإمبراطورة أيرين أثينا في نهاية الفترة الأولى من حرب الأيقونات البيزنطية في مجمع نيقية الثاني في عام 787. بعد عدة سنوات، أصبحت ثيوفانو [الإنجليزية]، الإمبراطورة كزوجة ستوراكيوس (حكم من 811 إلى 812).
غزو الإمبراطورية من قبل الأتراك بعد معركة ملاذكرد في 1071، والحروب الأهلية التي تلت ذلك، مَرت بالمنطقة بشكل واسع، لكن واصلت أثينا وجودها في المقاطعة دون أن تصاب بأذى. عندما تم إنقاذ الإمبراطورية البيزنطية من قبل القيادة الحازمة للأباطرة الكومنينيون الثلاثة: ألكسيوس الأول، يوحنا الثاني ومانويل، إذدهرت أتيكا وبقية اليونان. يخبرنا الدليل الأثري أن مدينة القرون الوسطى شهدت فترة من النمو السريع والمستدام، بدءاً من القرن الحادي عشر وحتي نهاية القرن الثاني عشر.
الأغورا أو السوق، التي كانت مهجورة منذ العصور القديمة المتأخرة، بدأت تُبني، وسرعان ما أصبحت المدينة مركزًا هامًا لإنتاج الصابون والأصباغ. جذب نمو البلدة أهل البندقية، والعديد من التجار الآخرين الذين يترددون على موانئ بحر إيجة، إلى أثينا. يبدو أن هذا الاهتمام بالتجارة قد زاد من الازدهار الاقتصادي للمدينة.
كان القرنان الحادي عشر والثاني عشر هما العصر الذهبي للفن البيزنطي في أثينا. تم بناء جميع الكنائس البيزنطية الوسطى الأكثر أهمية في أثينا وحولها خلال هذين القرنين، وهذا يعكس نمو المدينة بشكل عام. ومع ذلك، لم يدم هذا الازدهار في العصور الوسطى. في عام 1204، غزت الحملة الصليبية الرابعة أثينا ولم تسترد المدينة من اللاتين قبل أن يأخذها الأتراك العثمانيون. لم تصبح الحكومة يونانية مرة أخرى حتى القرن التاسع عشر.

### أثينا اللاتينية
من 1204 حتى 1458، حُكمت أثينا من قبل اللاتين في ثلاث فترات منفصلة.

#### الفترة البرغندية
كانت أثينا في البداية عاصمة دوقية أثينا، وهي إقطاعية للإمبراطورية اللاتينية التي حلت محل بيزنطة. بعد أن أصبحت ثيفا مِلكاً للدوقات اللاتينين، الذين كانوا من عائلة بورغوندية تسمى دي لا روش، حبت ثيفا محل أثينا كعاصمة ومقراً للحكومة، على الرغم من أن أثينا بقيت المركز الكنسي الأكثر تأثيرا في الدوقية وموقع القلعة الرئيسية.
تحت حُكم الدوقات البورغوندين، تمت إضافة برج الجرس إلى البارثينون. جلب البورغونديون الشهامة والبطولات [الإنجليزية] إلى أثينا؛ كما قاموا بتحصين الأكروبول. حيث أصبحوا هم أنفسهم متأثرين بالثقافة اليونانية البيزنطية.

#### الفترة الأرغونية
في عام 1311، تم غزو أثينا من قبل السرية الكاتالونية، وهي مجموعة من المرتزقة تسمى ألموجيفاز. احتفظ بها الكاتالونيين حتى عام 1388. وبعد عام 1379، عندما فقدت ثيفا، أصبحت أثينا عاصمة الدوقية مرة أخرى.
تاريخ أثينا الأراغونية، يدعى ستينيس (نادراً تاريخ أثينا) من قبل الفاتحين، هو تاريخ غامض. كانت أثينا عبارة عن فيغريا [الإنجليزية] مع حاكم القلعة الخاص بها وقبطانها. في مرحلة ما خلال الفترة الأراغونية، تم تحصين الأكروبوليس بشكل أكبر وتلقى الأبرشية الأثينيون أسقفين إضافيين.

#### فترة فلورنسا
في عام 1388، أخذ الفلورنسي نيريو الأول أكييولي [الإنجليزية] المدينة وجعل نفسه الدوق. اضطر الفلورنسيين إلى النزاع علي المدينة مع جمهورية البندقية، لكنهم انتصروا في نهاية المطاف بعد سبع سنوات من حكم البندقية (1395-1402). حكم أحفاد نيريو الأول أكييولي المدينة (كعاصمة لهم) حتى الفتح التركي عام 1458.

## التاريخ الحديث

### أثينا العثمانية

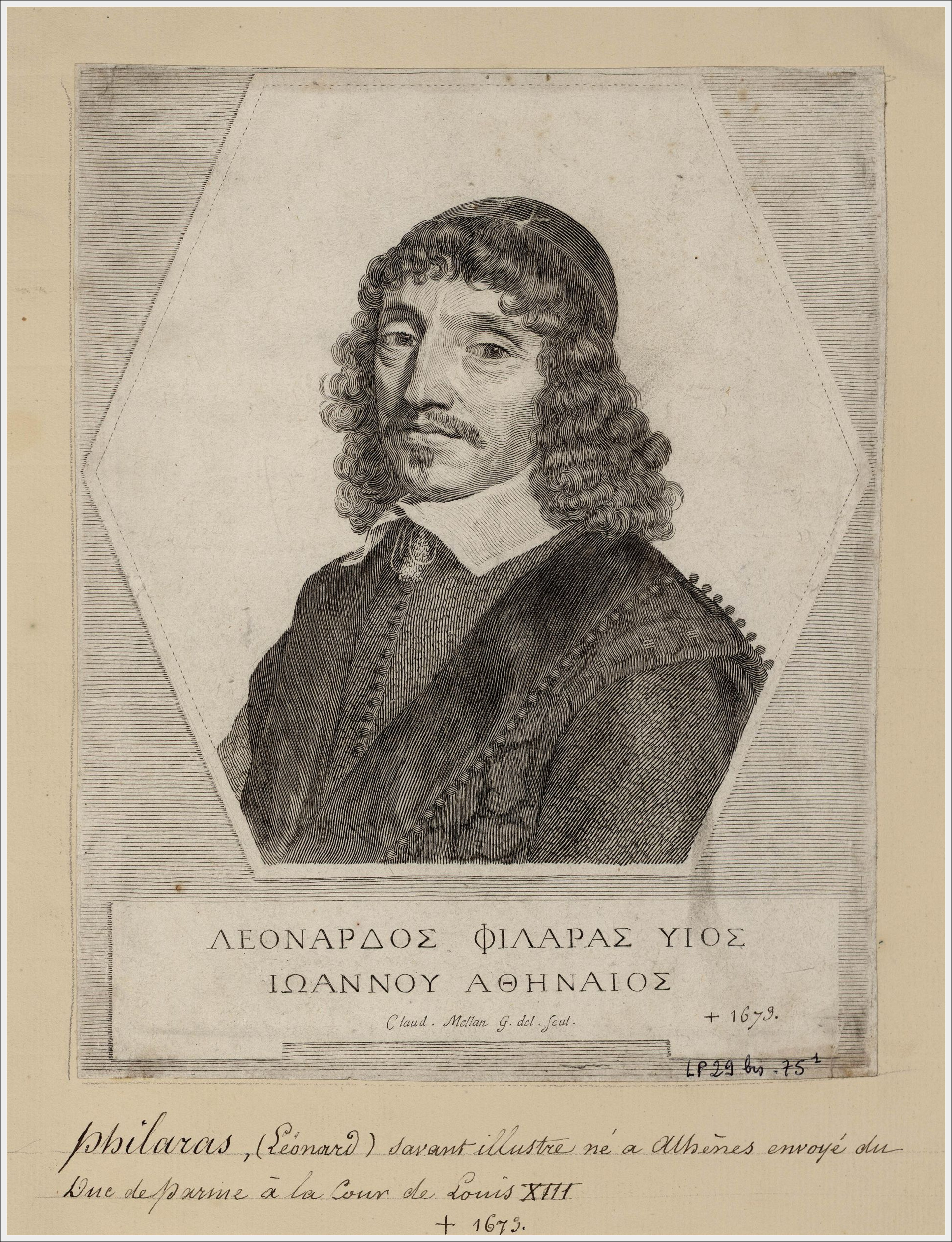
ليوناردوس فيلاراس (حوالي 1595–1673) كان عالما يونانياً، ولد في أثينا، وداعما مبكرا للتحرير اليوناني.

جاء الهجوم العثماني الأول على أثينا، والذي تضمن احتلالًاً قصيرًا للمدينة، في عام 1397، تحت الجنرال العثماني يعقوب باشا والجنرال تيمورتاش. وأخيرا، في 1458، تم السيطرة على أثينا من قبل العثمانيين تحت القيادة الشخصية للسلطان محمد الثاني. ومع دخول السلطان العثماني إلى المدينة، أخذ بشدة جمال آثارها القديمة وأصدر فرمان (مرسوماً إمبراطورياً) يحظر نهبه أو تدميره والعقاب على ذلك الموت. تم تحويل البارثينون إلى المسجد الرئيسي في أثينا.
تحت الحكم العثماني، كانت المدينة محرومة من أي أهمية وانخفض عدد سكانها بشدة ، تاركة أثينا على أنها «بلدة ريفية صغيرة» (على حسب قول فرانز بابينغر. منذ أوائل القرن السابع عشر، أصبحت أثينا خاضعة لإحدى قيزلر آغاسي، وهو الخصي الأسود الحامي لحريم السلاطين. كانت السلطة قد منحت في الأصل من قبل السلطان أحمد الأول (حكم من 1603-1617) إلى بازيليكا، إحدى المحظيات المفضلة لديه، التي كانت تستقبلها المدينة، واستجابة لشكاوى من سوء الإدارة من قبل الحكام المحليين. بعد وفاتها، أصبحت أثينا تحت سلطة قيزلر آغاسي مجدداً.

بدأ الأتراك ممارسة تخزين البارود والمتفجرات في البارثينون والبروبيلايا. في عام 1640، ضربت صاعقة البروبيلايا، مما تسبب في تدميرها. في عام 1687، خلال حرب موريان، حوصر الأكروبوليس على يد قوات البندقية تحت قيادة فرانشيسكو موروسيني [الإنجليزية]، وتم تفكيك معبد أثينا نايكي من قبل العثمانيين لتحصين البارثينون. تسببت إحدى الطلقات النارية التي أطلقت أثناء قصف الأكروبوليس في أن تنفجر سلسلة من البارود في البارثينون (26 سبتمبر)، وعلى إثرها تضرر المبنى بشدة، مما أعطاه المظهر الذي نراه اليوم. استمر احتلال الأكروبوليس لمدة ستة أشهر وشارك كل من البندقية والعثمانيين في نهب البارثينون. تمت إزالة واحدة من القواصر الغربية، مما تسبب في مزيد من الضرر للهيكل. احتلت البندقية المدينة، وحولوا جامعيها إلى كنائس كاثوليكية وبروتستانتية، لكن في 9 أبريل 1688 تركوه مرة أخرى إلى العثمانيين.
في القرن الثامن عشر، استعادت المدينة الكثير من ازدهارها. خلال زيارة ميشيل فورمونت [الإنجليزية] في المدينة في العشرينيات من القرن التاسع عشر، شاهد الكثير من أعمال البناء الجارية، وفي الوقت الذي كتب فيه المعلم الأثيني إيوانيس بينيزيلوس [الإنجليزية] قصة عن شئون المدينة في سبعينيات القرن التاسع عشر، كانت أثينا تستمتع مرة أخرى ببعض الرخاء، لذلك وفقاً لـ بينيزيلوس، «يمكن الاستشهاد بها كمثال للمدن الأخرى في اليونان». كان سكانها اليونانيون يمتلكون قدراً كبيراً من الحكم الذاتي، في ظل مجلس من الرئيسيات يتألف من العائلات الأرستقراطية الرائدة، إلى جانب أسقف المدينة المتروبوليتاني. كان المجتمع المحلي مؤثراً بشكل كبير مع السلطات العثمانية، والفويفود [الإنجليزية] (الحاكم)، والقاضي [الإنجليزية]، والمفتي، وقائد الحامية في الأكروبول، بحسب بينيزيلوس، إذا لم يعاملهم الفويفود جيداً ويأخذ برأيهم، كان من الممكن إزالته قبل انتهاء فترة ولايته السنوية - لا سيما من خلال التأثير في القسطنطينية للبطريركين الأثينيين في القدس [الإنجليزية]، بارثينيوس [الإنجليزية] (1737-1766) و إيفرام الثاني [الإنجليزية] (1766-1770). كما كانت الضرائب خفيفة، حيث كانت ضريبة الخراج مستحقة للحكومة العثمانية فقط، وكذلك ضريبة الأملاح [الإنجليزية] وضريبة المياه على ساحات الزيتون والحدائق.
أنقطع هذا الوضع السلمي في 1752-1753، عندما أدى إعدام قيزلر آغاسي السابق إلى إرسال فويفود جديد، ساري موسليمي. أدت إسائته في استخدام السلطة إلى احتجاجات كل من اليونانيين والأتراك؛ قتل ساري موسليمي بعض الأعيان الذين احتجوا، وعندها أحرق الناس منزله. هرب ساري موسليمي إلى الأكروبوليس حيث حاصره الأثينيون، حتى تدخل حاكم نيغروبونتي [الإنجليزية] العثماني وأعاد النظام، وسجن المتروبوليت وفرض غرامة كبيرة على المجتمع اليوناني. في عام 1759، دمر الفويفود (الحاكم)، وهو مسلم أصيل، أحد أعمدة معبد زيوس الأولمبي لتوفير المواد لمسجد خامس للمدينة - وهو عمل غير قانوني، حيث كان المعبد يعتبر ملكية السلطان. في السنة التالية، أزيلت أثينا من سلطة قيزلر آغاسي ونُقلت إلى ملكية السلطان الخاصة. من الآن فصاعداً، سيتم تأجيرها كملخان [الإنجليزية]، وهو شكل من أشكال الضرائب، حيث يشتري المالك حصيلة المدينة مقابل مبلغ ثابت، ويتمتع بها مدى الحياة.

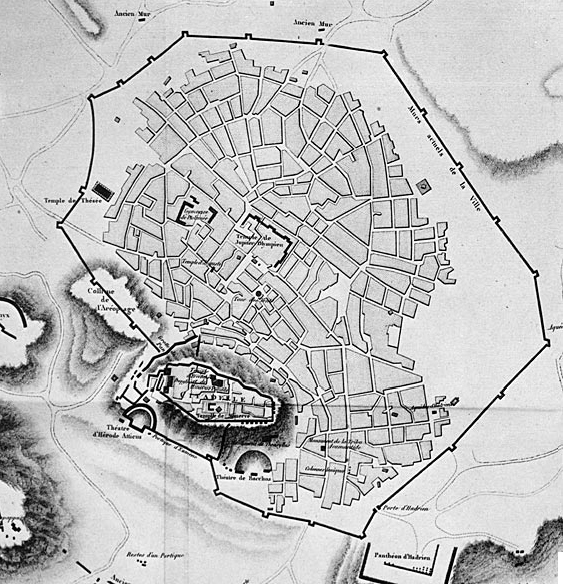
خريطة لأواخر أثينا العثمانية، مع جدار هاسيكي

المالك الأول (malikhane sahib)، إسماعيل آغا، وهو تركي محلي من ليفاذيا، كان إنسانياً وشعبياً ، وعين فويفود جيد، بحيث أطلق عليه لقب «الجيد». ذكر الزائرون الإنجليز خلال الستينات من القرن التاسع عشر أن عدد سكان بلغ حوالي 10 آلاف نسمة، حوالي أربعة أخماسهم من المسيحيين. عدد الجالية التركية وعدد العائلات التي تأسست في المدينة منذ الفتح العثماني، وعلاقاتهم مع جيرانهم المسيحيين أكثر ودا من أي مكان آخر، لأنهم استوعبوا أنفسهم إلى درجة كبيرة. كان المناخ صحياً، لكن المدينة اعتمدت بشكل رئيسي على المراعي - التي مارسها الألبان من أتيكا - بدلاً من الزراعة. كما اعتمدت على تصدير الجلود، والصابون، والحبوب ، والنفط، والعسل، والشمع، والراتنج، والقليل من الحرير، والجبن، والونيا، وتم تصديرها بشكل كبير إلى القسطنطينية وفرنسا. استضافت المدينة قنصل فرنسي وإنجليزي. خلال ثورة أورلوف، بقي الأثينيون، باستثناء الأصغر سناً، حذرين وسلبيين، حتى عندما استولى القائد اليوناني ميتروماراس [الإنجليزية] على سلاميس. ومع ذلك، كان ذلك بفضل تدخّل إسماعيل آغا فقط بأن المدينة نجت من المجزرة باعتبارها أعمال انتقامية، وأُجبرت على دفع تعويض.
وخلف إسماعيل آغا، حاجي علي حسكي [الإنجليزية] كان قاسيا واستبداديا، ومع عشرين سنة من حكمه على المدينة، كانت تمثل واحدة من أسوأ الفترات في تاريخ المدينة. بدعم من العائلات الأرستقراطية في المدينة، وعلاقته بشقيقة السلطان، التي كانت عشيقته، قام بابتزاز مبالغ كبيرة من السكان، واستولى على الكثير من الممتلكات منها. من خلال الاحتجاجات في القسطنطينية، عزله الأثينيون عدة مرات، لكن هاسيكي عاد دائمًا حتى سقوطه النهائي وإعدامه في عام 1795. وشهدت فترة ولايته المبكرة غارتين ألبانيتين كبيرتين في أتيكا، رداً على ذلك، أمر ببناء جدار مدينة جديد هو "جدار هاسيكي [الإنجليزية]"، الذي شيد جزئياً بمواد مأخوذة من آثار قديمة. بين عامي 1801 و 1805، رتب اللورد إلجين، السفير البريطاني في الإمبراطورية العثمانية، لإزالة العديد من المنحوتات من البارثينون (رخام إلجين). جنبا إلى جنب مع إفريز باناثينايكو، تم استخراج واحد من ستة تماثيل عذراى كارواي من الارخثيون واستبدالها بقوالب جصية. وبشكل عام، تم حمل خمسين قطعة من المنحوتات، بما في ذلك ثلاث قطع اشتراها الفرنسيون.

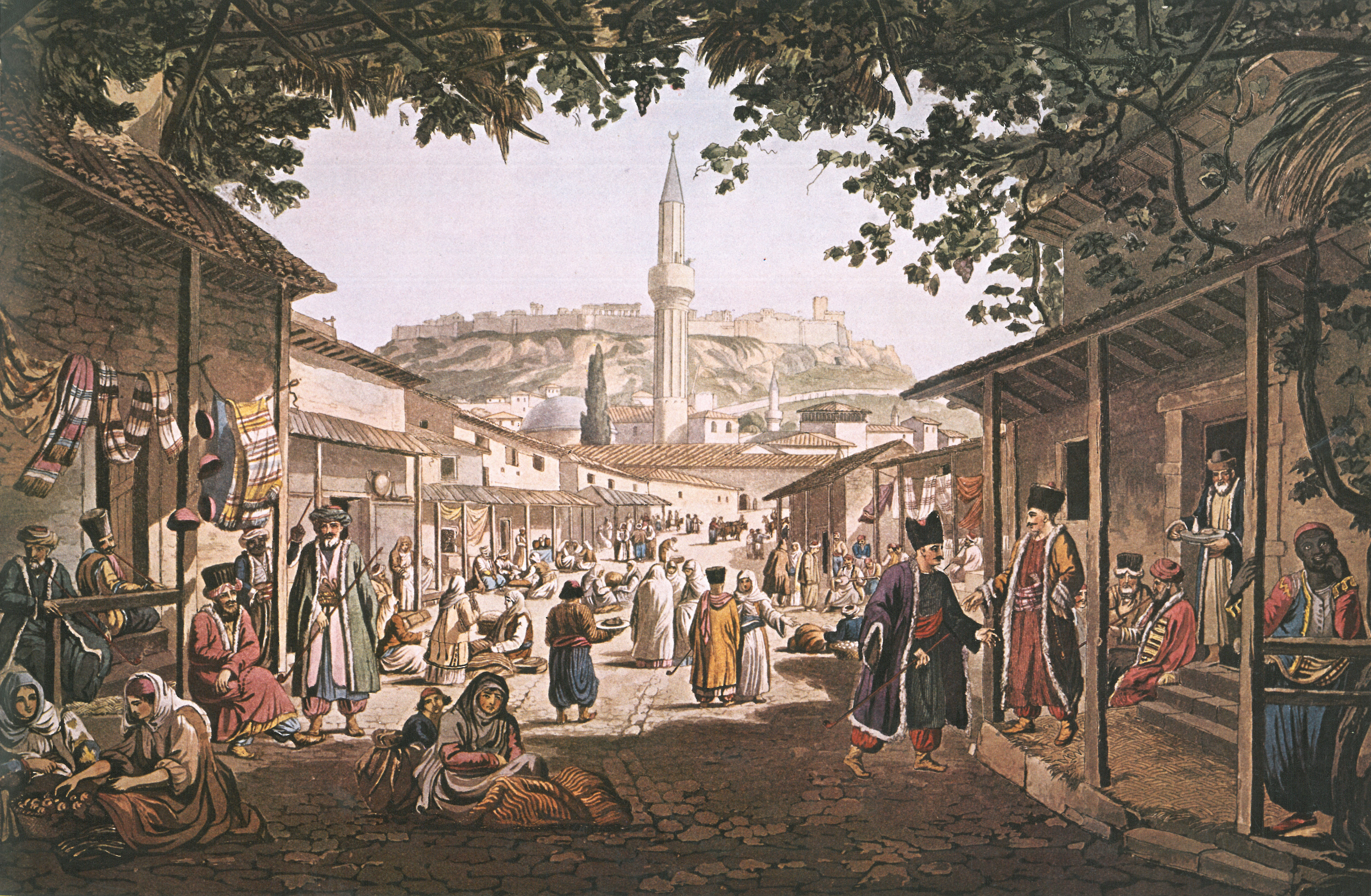
ادوارد دودويل: بزار أثينا، 1821

أنتجت أثينا بعض المثقفين البارزين خلال هذه الحقبة، مثل ديميتريوس تشالكوكوندايلس (1424–1511)، الذي أصبح معلمًا عتيقًا في عصر النهضة للفلسفة اليونانية والفلتونية في إيطاليا. نشر ديميتريوس أول إصدار مطبوع من هوميروس (في 1488)، من إيسقراط (في 1493)، ومن معجم سودا (في 1499)، وقواعد اللغة اليونانية (Erotemata).
كان ابن عمه لاونيكوس تشالكوكوندايلس [الإنجليزية] (1423-1490) أيضًا من أهالي أثينا، وهو باحث بارز ومؤرخ بيزنطي وأحد أثمن المؤرخين اليونانيين لاحقًا. لقد كان مؤلف العمل القيِّم Historiarum Demonstrationes (مظاهرات التاريخ) وكان معجباً كثيراً بالكاتب القديم هيرودوت (Herodotus)، مما زاد اهتمام الإنسانيين الإيطاليين المعاصرين في ذلك المؤرخ القديم. في القرن السابع عشر، ولد ليوناردوس فيلاراس [الإنجليزية] الأثيني المولود في أثينا (حوالي 1595-1673)، والذي كان باحثًا يونانيًا وسياسيًا ودبلوماسيًا ومستشارًا وسفير دوق بارما في المحكمة الفرنسية، أنفق الكثير من حياته المهنية في محاولة إقناع مثقفي أوروبا الغربية لدعم استقلال اليونان.

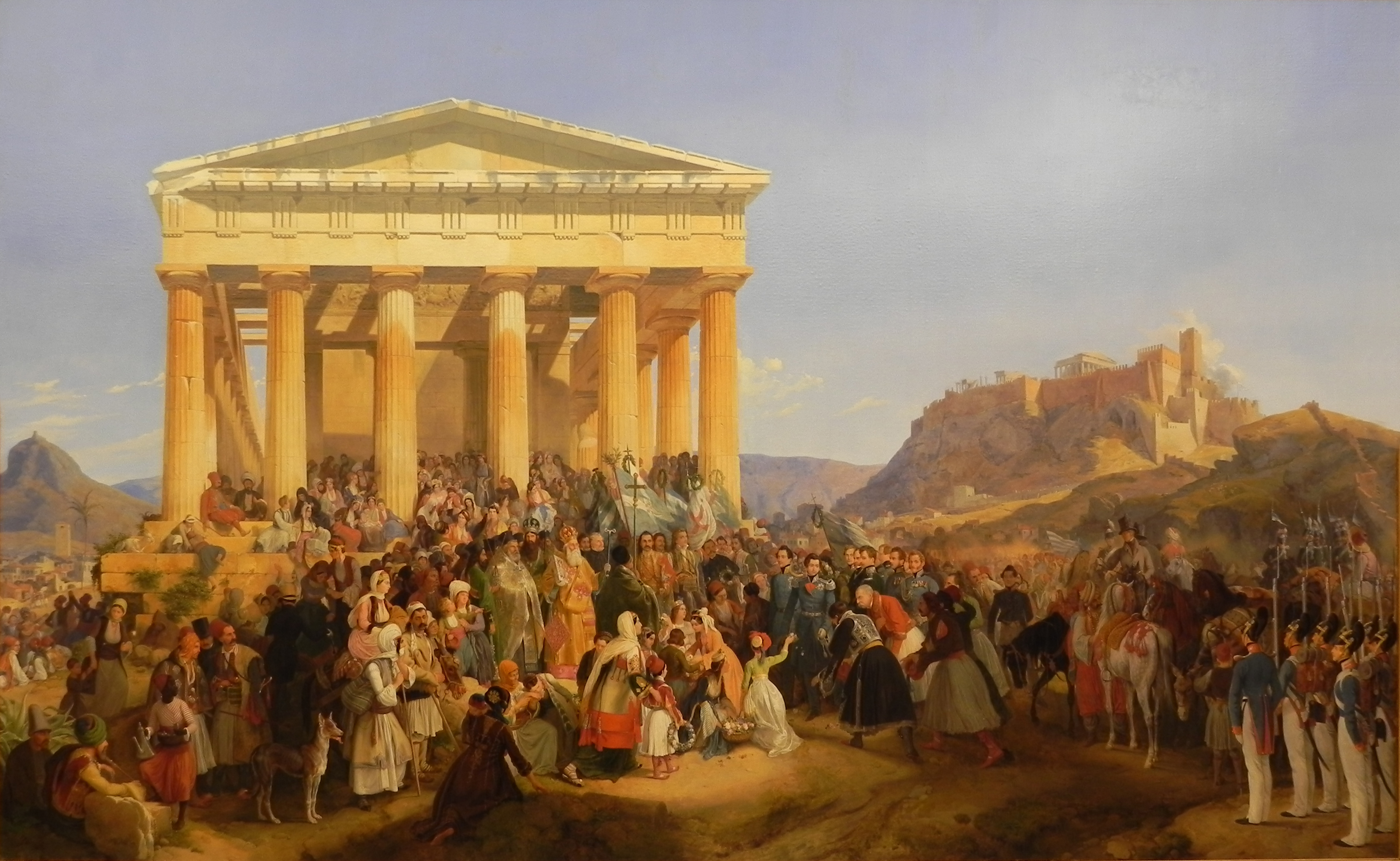
لوحة "دخول الملك أوتو إلى أثينا" (1839) بريشة الرسام الألماني بيتر فون هس

### الاستقلال عن العثمانيين
في عام 1822، استولى المتمردون اليونانيون على المدينة، ولكنهم سقطوا على يد العثمانيين مرة أخرى في عام 1826 (على الرغم من أن الأكروبوليس ظل محتلاً حتى يونيو 1827). مرة أخرى تضررت الآثار القديمة بشكل سيئ. ظلت القوات العثمانية في المدينة حتى مارس 1833، عندما انسحبت. في ذلك الوقت، كانت المدينة (كما في جميع أوقات الفترة العثمانية) عدد سكان صغير من ما يقدر بنحو 400 منزل، معظمها يقع حول الاكروبول في بلاكا.

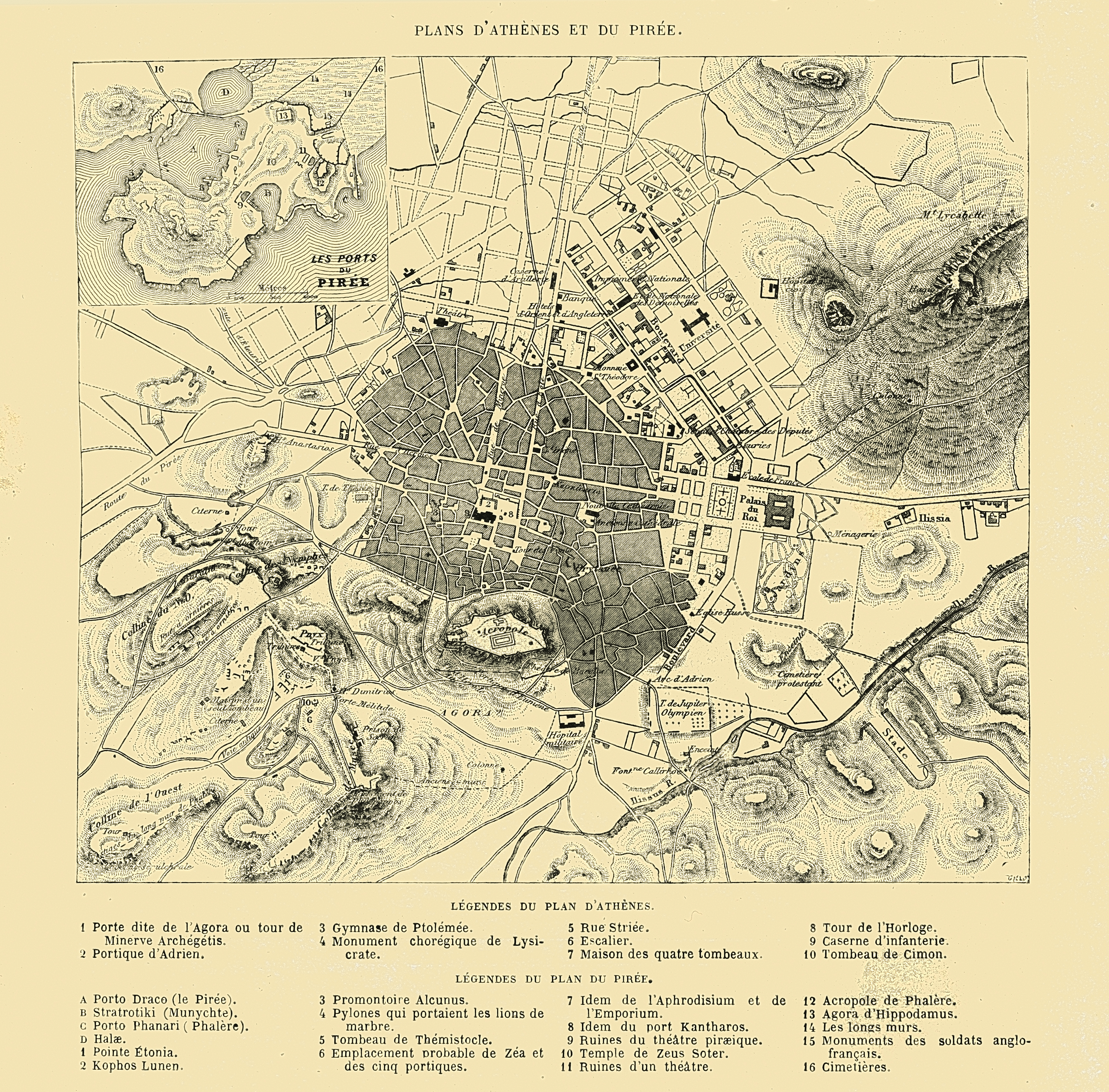
خريطة المدينة، 1862

### أثينا الحديثة
في عام 1832، أُعلن أوتو أمير بافاريا، كـ ملك علي اليونان. تبنى التهجئة اليونانية لاسمه الملك أوتون، بالإضافة إلى اللباس الوطني اليوناني، وجعلها واحدة من مهامه الأولى كملك لإجراء مسح أثري وطبوغرافيا تفصيلية لأثينا، عاصمته الجديدة. عين ادوارد شوبر [الإنجليزية] وستاماتيوس كلينثيس [الإنجليزية] لإكمال هذه المهمة. في ذلك الوقت، كان عدد سكان أثينا من 4000 إلى 5000 شخص فقط في المنازل المنثورة عند سفح الأكروبوليس، وتقع هذه المنازل اليوم في منطقة بلاكا [الإنجليزية].
تم اختيار أثينا كعاصمة لليونان لأسباب تاريخية وعاطفية. كان هناك عدد قليل من المباني التي يعود تاريخها إلى فترة الإمبراطورية البيزنطية أو القرن الثامن عشر. وبمجرد تأسيس العاصمة، تم وضع خطة المدينة الحديثة وتم تشييد المباني العامة.

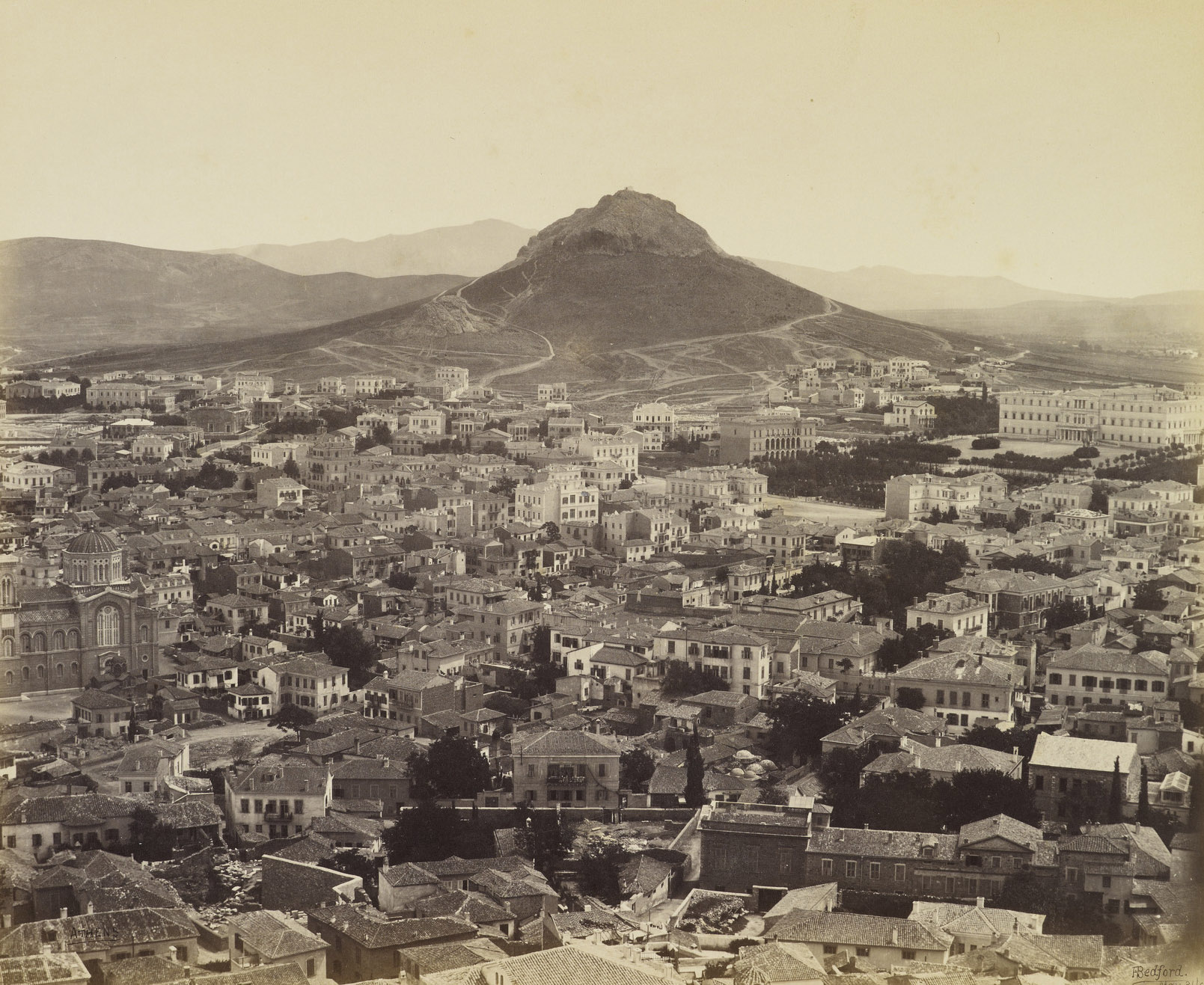
المشهد نحو الليكابيتوس، 1862

أروع تراث هذه الفترة هي مباني جامعة أثينا (1837)، وحدائق أثينا الوطنية (1840)، والمكتبة الوطنية اليونانية (1842)، والقصر الملكي القديم (الآن مبنى البرلمان اليوناني، 1843)، مبنى البرلمان القديم [الإنجليزية] (1858)، وقاعة المدينة (1874)، وقاعة زابيون للمعارض (1878)، والأكاديمية الوطنية اليونانية (1885) والقصر الملكي الجديد (الآن القصر الرئاسي، 1897). في عام 1896 استضافت المدينة الألعاب الأولمبية الصيفية 1896.
شهدت أثينا الفترة الثانية من النمو الهائل في أعقاب الحرب الكارثية مع تركيا في عام 1921، عندما أعيد توطين أكثر من مليون لاجئ يوناني من آسيا الصغرى في اليونان. بدأت ضواحي مثل نيا إيونيا ونيا سميرني كمستوطنات للاجئين في ضواحي أثينا.

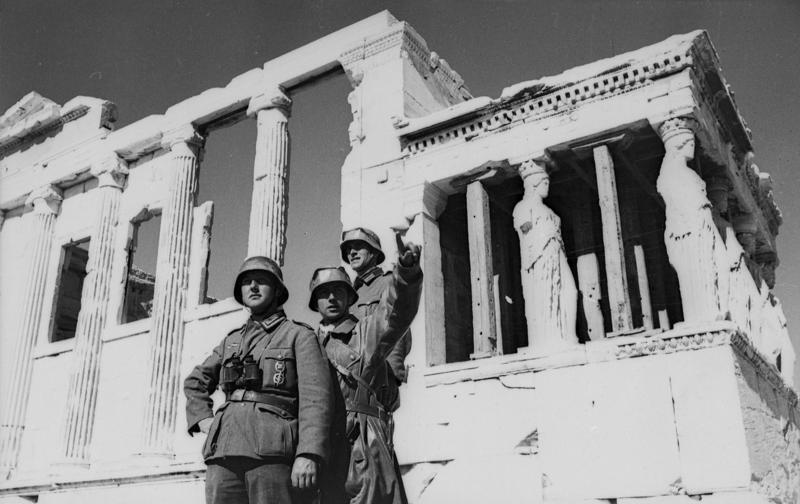
جنود ألمان على الأكروبوليس

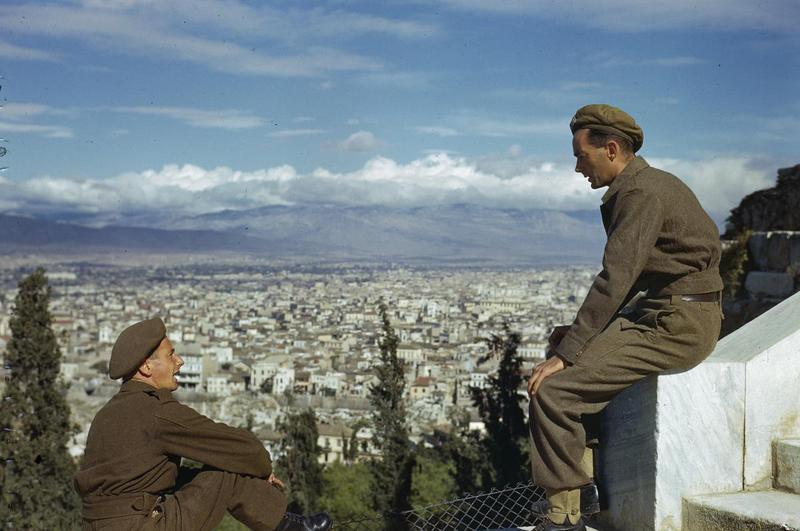
جنود بريطانيين علي الأكروبوليس في أثينا، أكتوبر 1944

#### أثينا خلال الحرب العالمية الثانية
احتل الألمان أثينا خلال الحرب العالمية الثانية وشهدت حرمان رهيب خلال السنوات الأخيرة من الحرب. كانت المجاعة الكبري ثقيلة في المدينة. وتم إنشاء العديد من منظمات المقاومة. بعد التحرير، في عام 1944، كان هناك قتال عنيف في المدينة بين القوات الشيوعية والقوات الحكومية المدعومة من البريطانيين.

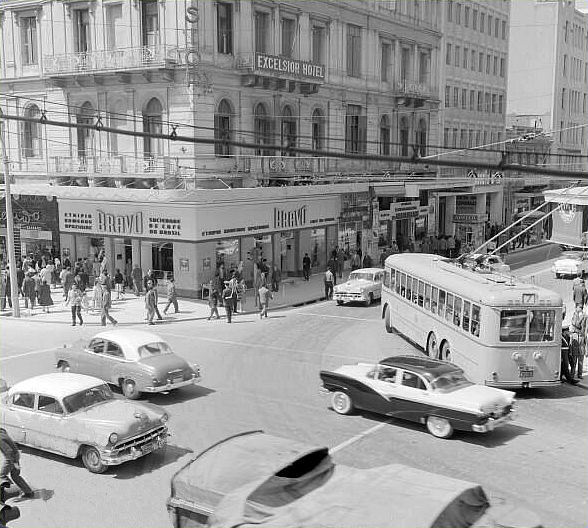
ميدان أمونيا خلال الستينيات

### أثينا ما بعد الحرب
بعد الحرب العالمية الثانية بدأت المدينة في النمو مرة أخرى حيث هاجر الناس من القرى والجزر للعثور على عمل. جلب دخول اليونان في الاتحاد الأوروبي في عام 1981 طوفان من الاستثمارات الجديدة إلى المدينة، ولكن زاد أيضاً من المشاكل الاجتماعية والبيئية. كانت أثينا تعاني من أسوأ حالات الاختناق المروري وتلوث الهواء في العالم في ذلك الوقت. وهذا شكل تهديدًا جديدًا على الآثار القديمة في أثينا، حيث أضعف هذا الأمر حركة المرور وتسبب تلوث الهواء في تآكل الرخام. كانت مشكلات البيئة والبنية التحتية في المدينة السبب الرئيسي وراء فشل أثينا في تأمين الألعاب الأولمبية لعام 1996.

#### أثينا الحاضر
في أعقاب المحاولة الفاشلة لتأمين الألعاب الأولمبية الصيفية لعام 1996، قامت كل من مدينة أثينا والحكومة اليونانية، بمساعدة أموال الاتحاد الأوروبي، بمشاريع بنية تحتية كبيرة مثل مطار أثينا الجديد ونظام مترو جديد. كما عالجت المدينة تلوث الهواء بتقييد استخدام السيارات في وسط المدينة. نتيجة لذلك، تم منح أثينا دورة الألعاب الأولمبية لعام 2004. على الرغم من شكوك العديد من المراقبين، فإن الألعاب حققت نجاحًا كبيرًا وجلبت مكانة دولية متجددة (وإيرادات سياحية) إلى أثينا. اختيرت أثينا كمدينة مرجعية للدورة الرابعة عشر لدوكومنتا في عام 2017 تحت عنوان التعلم من أثينا.

#### عدد السكان التاريخي الحالي
على مدار تاريخها الطويل ، كان لأثينا العديد من المستويات السكانية المختلفة. يبين الجدول أدناه عدد سكان أثينا التاريخي في الآونة الأخيرة نسبيا.
| العام                      | تعداد المدينة | سكان الحضر | سكان الميترو |
| -------------------------- | ------------- | ---------- | ------------ |
| 1833                       | 4,000         | –          | –            |
| 1870                       | 44,500        | –          | –            |
| 1896                       | 123,000       | –          |              |
| 1921 (قبل إتفاقية التبادل) | 473,000       | –          | –            |
| 1921 (بعد إتفاقية التبادل) | 718,000       | –          | –            |
| 1971                       | 867,023       | –          | –            |
| 1981                       | 885,737       | –          | –            |
| 1991                       | 772,072       | –          | 3,444,358    |
| 2001                       | 745,514       | 3,130,841  | 3,761,810    |

## المواقع الأثرية في أثينا
- الأكروبوليس مع الـبارثينون
- أغورا
- قوس هادريان
- اريوباغوس
- كيراميكوس
- نصب تشوراجيك ليسيكراتس
- نصب فيلوبابوس
- بنيكس
- معبد هيفيستوس
- معبد زيوس الأولمبي
- برج الرياح

## الأثينيون الملاحظون

### الفترة القديمة والعصور الوسطى
- ثيسيوس، ملك أسطوري [الإنجليزية]
- سولون (حوالي 640–560 ق.م)، رجل دولة
- بيسيستراتوس (ازدهر 564–528 ق.م)، طاغية
- كليسثنيس (حوالي 570–500 ق.م)، رجل دولة
- سيمونيدس (حوالي 556–468 ق.م)، شاعر غنائي
- ملتيادس (حوالي 550–489 ق.م)، رجل دولة وجنرال
- إسخيلوس (حوالي 525–455 ق.م)، شاعر تراجيديا
- ثيميستوكليس (حوالي 524–459 ق.م)، سياسي وجنرال
- كيمون (حوالي 510–450 ق.م)، رجل دولة وجنرال
- أبولودوروس سكاجرفوس [الإنجليزية] (القرن الخامس قبل الميلاد)، تصوير
- سوفوكليس (حوالي 496–406 ق.م)، شاعر تراجيديا
- بريكليس (حوالي 495–429 ق.م)، رجل دولة وجنرال
- هيرودوت (حوالي 484–425 ق.م)، مؤرخ، أساساً من هاليكارناسوس
- يوربيديس (حوالي 480–406 ق.م)، شاعر تراجيديا
- فيدياس (حوالي 480–430 ق.م)، نحات، رسام وممعماري
- أسبازيا (حوالي 470–400 ق.م)، حبيبة وصديقة بريكليس، ربما كانت هيتيرا [الإنجليزية]، أساساً من ميليتوس
- نيكياس (حوالي 470–413 ق.م)، سياسي وجنرال
- سقراط (حوالي 469–399 ق.م)، فيلسوف
- تيليكلايدس [الإنجليزية] (ما بين 450–430 ق.م)، كاتب مسرحي من فترة الكوميديا القديمة [الإنجليزية]
- ثوسيديديس (حوالي 460–400 ق.م)، مؤرخ وجنرال
- هيرميببوس [الإنجليزية] (القرن الخامس قبل الميلاد)، كاتب مسرحيات من فترة الكوميديا القديمة
- كليون (ما بين 435–422 ق.م)، جنرال خلال الحرب البيلوبونيسية
- ألكيبيادس (حوالي 450–404 ق.م)، رجل دولة، خطيب وجنرال
- إفيالتيس الأثيني (حوالي 450–461 ق.م)، سياسي
- أغاثون [الإنجليزية] (حوالي 448–400 ق.م)، شاعر تراجيديا
- إوبوليس [الإنجليزية] (حوالي 446–411 ق.م)، كاتب مسرحيات من فترة الكوميديا القديمة
- أريستوفان (حوالي 446–386 ق.م)، كاتب مسرحيات من فترة الكوميديا القديمة
- ثراسيبولوس [الإنجليزية] (حوالي 440–388 ق.م)، جنرال وقائد ديمقراطي
- كسينوفون (حوالي 430–354 ق.م)، مؤرخ، جندس ومرتزق، وتلميذ سقراط
- أفلاطون (حوالي 425–348 ق.م)، فيلسوف
- أرسطو (384–322 ق.م)، فيلسوف، أصلاً من ستاجيرا، خالكيذيكي
- ديموستيني (384–322 ق.م)، رجل دولة وخطيب
- أثيناغوارس (حوالي 133–190 م)، من آباء الكنيسة والمدافعين
- إكليمندس الإسكندري (حوالي 150–215 م)، عالم لاهوت مسيحي
- أيليا أودوسيا أوغستا، ولدت كـ أثينية، وسميت لاحقاً القديسة أودوسيا (حوالي 401–460 م)، زوجة الإمبراطور ثيودوسيوس الثاني
- القديس جايلز (حوالي 650–710 م)، ناسك وقديس
- أيرين أثينا (حوالي 752–803 م)، عقيلة ملك، وبعدها الإمبراطورة البيزنطية [الإنجليزية]
- ديمتريوس تشالككوكونديلس (1423–1511)، باحث علمي
- القديس فيلوثي [الإنجليزية]، (1522–1589)، شهيد وقديس
- ليوناردوس فيلاراس [الإنجليزية] (1595–1673)، باحث علمي ، سياسي ودبلوماسي

### الفترة الحديثة
- باناجيس كالكوس [الإنجليزية] (1818–1875)، مهندس معماري
- ستيفانوس دراغوميس [الإنجليزية] (1842–1923)، قاضي، كاتب و رئيس وزراء اليونان
- ديمتريوس راليس [الإنجليزية] (1844–1921)، سياسي ورئيس وزراء متكرر (1897، 1904، 1905، 1909، 1920–21)
- أناستاسيوس ميتاكساس [الإنجليزية] (1862–1937)، معماري ورامي في الألعاب الأولمبية
- قسطنطين الأول (1868–1923)، ملك اليونان (1913–17، 1920–22)
- ايون دراغوميس [الإنجليزية] (1878–1920)، دبلوماسي، فيلسوف، كاتب وثوري
- ايوانيس راليس [الإنجليزية] (1878–1946)، رئيس وزراء اليونان (1943–44)
- أندرو أمير اليونان (1882–1944)، ابن الملك جورج الأول ملك اليونان، وأب فيليب دوق إدنبرة
- ألكساندروس باباغوس [الإنجليزية] (1883–1955)، مشير ورئيس الوزراء (1952–55)
- هيلين أميرة اليونان (1896–1982)، ابنة الملك قسطنطين، أم الملك [الإنجليزية] ميخائيل وأم ملكة رومانيا
- أسباسيا مانوس (1896–1972)، زوجة ألكسندر الأول ملك اليونان
- بول ملك اليونان (1901–1964)، ملك اليونان (1947–1964)
- دورا ستراتو [الإنجليزية] (1903–1988)، مغنية، راقصة ومعلمة في فن الرقص
- الأميرة إيرين (1904–1974)، الطفل الخامس والأبنة الثانية من قسطنطين الأول ملك اليونان
- أنجيلوس تيرزاكيس [الإنجليزية] (1907–1979)، كاتب
- ستافروس نياركوس (1909–1996)، إحدي أقطاب الشحن [الإنجليزية]
- ميلينا ميركوري (1920–1994)، ممثل، مُغني وسياسي
- ديميتري تيرزاكيس [الإنجليزية] (ولد 1938)، ملحن
- ستافروس ديماس [الإنجليزية] (ولد 1941)، سياسي والمفوض الأوروبي سابق (2004–09)
- لوكاس باباديموس (ولد 1947)، اقتصادي ورئيس وزراء اليونان (2011–12)
- ماريا فارانتوري [الإنجليزية] (ولدت 1947)، مغنية
- أريانا هافينغتون (ولد 1950)، مؤلف وصحفي
- أنتونيس ساماراس (ولد 1951)، سياسي
- لوكا كاتسيلي [الإنجليزية] (ولد 1952)، مناصر للبيئة وسياسي
- درة باكويانيس (ولد 1954)، سياسي
- كوستاس كرامنليس (ولد 1956)، سياسي ورئيس وزراء اليونان (2004–09)
- تولا ليمنيوس [الإنجليزية] (ولد 1963)، راقص ومصمم رقصات
- بافلوس، ولي عهد اليونان (ولد 1967)، الأبن الأكبر والثاني من قسطنطين الثاني
- ليونيداس كافاكوس (ولد 1967)، عازف على الكمان وقائد فرقة موسيقية
- كيرياكوس ميتسوتاكيس (ولد 1968)، سياسي
- جيورجوس لانثيموس (ولد 1973)، منتج أفلام ومخرج أفلام
- أليكسيس تسيبراس (ولد 1974)، سياسي ورئيس وزراء اليونان (2015–الآن)

## للقراءة أكثر

### نُشرت في القرن التاسع عشر
- "أثينا"، دليل المسافرين في جزر البحر الأيوني واليونان وتركيا وآسيا الصغرى والقسطنطينية، لندن: جي. موراي، 1840، OCLC:397597، مؤرشف من الأصل في 2019-12-14

### نُشرت في القرن العشرين
- "أثينا"، دليل للمسافرين في اليونان (ط. السابعة)، لندن: جون موراي، 1900، مؤرشف من الأصل في 2019-11-05
- "أثينا"، اليونان (ط. الرابع)، لايبزيغ: كارل بايديكر، 1909، مؤرشف من الأصل في 2019-11-05
- تريل، جون س. التنظيم السياسي لأتيكا: دراسة الديمز، الترتيز، والفيلي، وتمثيلها في المجلس الأثيني، برينستون: المدرسة الأمريكية للدراسات الكلاسيكية في أثينا، 1975

## روابط خارجية
- موقع أثينا الرسمي
- تاريخ أثينا من عصور ما قبل التاريخ إلى العصور المعاصرة
- أثينا القديمة ثري دي
- الدستور الأثيني بواسطة أرسطو
- موديل أثينا الكلاسيكية
- أثينا في 421 ق.م
- أثينا: المدينة الخارقة اليونانية القديمة من السلسلة التلفزيونية العوالم الضائعة من قناة التاريخ التلفزيونية (الموسم 1، الحلقة 4)